# Episodi di Jarod il camaleonte (terza stagione)
La terza stagione della serie televisiva Jarod il camaleonte, composta da 22 episodi, è stata trasmessa negli Stati Uniti dal 17 ottobre 1998 al 22 maggio 1999 sul network televisivo NBC.
In Italia, invece, è andata in onda dal 14 marzo al 8 aprile 2000 su Rai 2.
| nº | Titolo originale         | Titolo italiano                 | Prima TV USA     | Prima TV Italia |
| -- | ------------------------ | ------------------------------- | ---------------- | --------------- |
| 1  | Crazy                    | Pazzo                           | 17 ottobre 1998  | 14 marzo 2000   |
| 2  | Hope and Prey            | Il cerchio di fuoco             | 24 ottobre 1998  | 15 marzo 2000   |
| 3  | Once in a Blue Moon      | Rapimento al chiaro di luna     | 31 ottobre 1998  | 16 marzo 2000   |
| 4  | Someone to Trust         | Qualcuno di cui fidarsi         | 7 novembre 1998  | 17 marzo 2000   |
| 5  | Betrayal                 | Il seme della speranza          | 14 novembre 1998 | 18 marzo 2000   |
| 6  | Parole                   | Il figlio ritrovato             | 21 novembre 1998 | 20 marzo 2000   |
| 7  | Homefront                | Trafficanti d'armi              | 12 dicembre 1998 | 21 marzo 2000   |
| 8  | Flesh and Blood          | L'ora della verità              | 2 gennaio 1999   | 22 marzo 2000   |
| 9  | Murder 101               | Il delitto perfetto             | 9 gennaio 1999   | 23 marzo 2000   |
| 10 | Mr. Lee                  | Mister Lee                      | 6 febbraio 1999  | 24 marzo 2000   |
| 11 | The Assassin             | Una mano a poker                | 6 febbraio 1999  | 25 marzo 2000   |
| 12 | Unsinkable               | La stanza dei ricordi           | 13 febbraio 1999 | 27 marzo 2000   |
| 13 | Pool                     | Biliardo                        | 20 febbraio 1999 | 28 marzo 2000   |
| 14 | At the Hour of Our Death | Tra la vita e la morte          | 27 febbraio 1999 | 29 marzo 2000   |
| 15 | Countdown                | Il vero padre                   | 20 marzo 1999    | 30 marzo 2000   |
| 16 | P.T.B.                   | Buonanotte, Chicago             | 3 aprile 1999    | 31 marzo 2000   |
| 17 | Ties That Bind           | Legami che uniscono             | 10 aprile 1999   | 1º aprile 2000  |
| 18 | Wake Up                  | Un amore perduto                | 1º maggio 1999   | 3 aprile 2000   |
| 19 | End Game                 | Partita finale                  | 8 maggio 1999    | 5 aprile 2000   |
| 20 | Qallupilluit             | Base segreta                    | 22 maggio 1999   | 6 aprile 2000   |
| 21 | Donoterase (Part 1 e 2)  | Operazione Gemini (1 e 2 parte) | 22 maggio 1999   | 7 aprile 2000   |
| 22 | Donoterase (Part 1 e 2)  | Operazione Gemini (1 e 2 parte) | 22 maggio 1999   | 8 aprile 2000   |

## Pazzo
- Titolo originale: Crazy
- Diretto da: Frederick King Keller
- Scritto da: Lawrence Meyers

### Trama
Mentre alcuni uomini cercano cadaveri nel SL-27, scopriamo che Miss Parker e suo padre sono sopravvissuti all'esplosione per miracolo. Syd non si trova, sembra disperso, ma il Signor Parker ne è felice visto che lo considera un traditore per aver piazzato la bomba. Intanto i due visionano un filmato preso da un archivio satellite del Centro nel quale Jarod ha distrutto tutto e ha manifestato segni di pazzia. Più tardi scopriamo che proprio il ragazzo prodigio è stato rinchiuso in un manicomio con la camicia di forza. Nel SL-27 viene trovato il cadavere di Gar, lo spazzino di Raines; anche il dottore psicopatico e Broots si sono salvati, ma il tecnico spiega a Miss Parker che Raines va spesso nell'ala "Rinnovamento". Miss Parker va a spiare in quella zona e scopre che ci tengono svariati matti, ma mentre si nasconde in una stanza trova anche Sydney, portato lì e imprigionato. Nell'ala "Rinnovamento" si occupano soprattutto di "rieducare" i pazienti. Quando Parker gli mostra il filmato di Jarod, si rende conto che Sydney non ci vede più e si sente in colpa per non avere aiutato il suo pupillo prima che impazzisse del tutto.
Jarod continua a comportarsi da folle anche con i suoi due psichiatri, la Dottoressa Carla Goetz e il dottor Randall Blythe, recitando continuamente filastrocche e chiedendo dove si trovino i suoi genitori. Di fatto Jarod inizia a raccontare alla psichiatra la verità sulla sua vita: le racconta tutto del Centro, di Miss Parker e dei suoi carcerieri, nonché di come sia stato tolto alla sua famiglia. Anche se sembra folle, la donna capisce che Jarod crede a quello che racconta e che le nasconde qualcosa.
Miss Parker visita gli archivi distrutti da Jarod e, insieme a Broots, scopre che ha fatto ricerche su suo padre, il Maggiore Charles, e su Catherine. Broots deduce che stava cercando un collegamento fra i due per capire se ci fossero dei legami. Poi la donna porta tutto il materiale recuperato a Sydney, ossia libri sulla pazzia e molti farmaci, ma uno è fuori contesto: un libro su Houdini. Jarod, nel frattempo, si libera della sua camicia di forza - proprio alla maniera del grande mago - e fugge dalla sua stanza per raggiungere una paziente del manicomio, Mary.
Intanto Miss Parker è ancora angosciata perché non sa chi sia davvero suo fratello. Quando chiede ad Angelo se sia lui, l'empatico le risponde che lo spera, e lei si rende conto di stare davvero impazzendo. Proprio in quel momento arriva Lyle, miracolosamente incolume e fatto tornare al Centro proprio da suo padre.
Jarod sta indagando sulla fuga di due anni prima di due pazienti, Mary ed Erica. Una delle due aveva tentato il suicidio ed era stata salvata dal dottor Blythe, l'altra era sparita nel nulla. Jarod fa di nuovo visita a Mary e la invita a non prendere più le medicine che le stanno dando, convinto che la stiano facendo impazzire. La ragazza ricorda della notte della fuga e dice a Jarod che si è buttata in acqua perché c'era anche Erica, poi scoppia in lacrime, ma non ricorda di più.
Durante una discussione, Miss Parker riesce a prelevare un po' di sangue a Lyle ferendolo volontariamente e decide di fare il test del DNA sui campioni dei suoi papabili fratelli. Jarod, invece, si tuffa nel lago che si trova nel bosco vicino al manicomio e scopre che c'è una macchina con dentro un cadavere: quello di Erica. Dopo una ricerca nel database delle targhe, scopre che la macchina era del dottor Blythe.
Più tardi, Jarod chiama Miss Parker con un cellulare rubato alla guardia, Jimbo, e i due parlano di pazzia. Lui non sa più chi sia e le fa notare che ora vale lo stesso per lei. Poi le spara la classica battutina dicendo che "il picnic della famiglia Parker non sarà più lo stesso" e riattacca.
Lyle va a trovare Sydney e decide non solo di liberarlo, ma di unirsi a lui nella ricerca di Jarod. In cambio gli dà un alibi per l'esplosione e incolpa Gar, ormai morto, di aver piazzato la bomba nel SL-27. Miss Parker incolpa il dottore di "aver venduto l'anima al diavolo" per salvarsi, però almeno Syd ritorna al suo lavoro. I tre capiscono che Jarod sta solo fingendo di essere pazzo, forse per mischiarsi a qualcuno che lo è davvero.
Mary inizia a stare meglio perché non prende più le medicine e racconta tutta la storia a Jarod: Erica era rimasta incinta dopo che Blythe aveva abusato di lei durante una seduta. Le due avevano pianificato la fuga, ma durante la notte Blythe le aveva trovate vicino al lago. Aveva poi chiamato a sé Erica fingendo che avrebbero tenuto il bambino, per poi ucciderla e gettarla nel lago dentro alla sua automobile. Mary, aveva cercato di salvarla gettandosi in acqua, ma Blythe aveva fatto lo stesso e aveva tentato di annegarla. Poi era sopraggiunto Jimbo che aveva travisato i fatti ed era stato convinto da Blythe che aveva sventato un tentativo di suicidio da parte di Mary. Da allora la teneva drogata per farle dimenticare tutto.
Broots trova Jarod in un istituto psichiatrico e il gruppo parte per cercarlo; intanto il simulatore chiama Blythe nel cuore della notte fingendosi della polizia e spiegandogli di aver trovato la sua macchina nel lago. A questo punto Blythe raggiunge il posto del delitto e Jarod lo minaccia, per poi chiuderlo dentro all'auto e gettarlo in acqua come aveva fatto lui con Erica. Più tardi trascina Blythe in un altro ospedale psichiatrico e finge che l'abbia salvato da un tentato suicidio, lasciandolo lì da solo in balia dei dottori.
Quando Miss Parker e gli altri arrivano nella stanza di Jarod, lui è già scappato. Però ha lasciato alla dottoressa Goetz dei disegni del Centro e dei personaggi di cui le ha parlato; la donna si rende conto che quella di Jarod era una storia vera. Mary viene lasciata uscire e torna finalmente a casa sua, ormai guarita.
A fine episodio, Miss Parker ottiene gli esami del DNA da Broots e scopre, con suo enorme dispiacere, che suo fratello è Lyle; poi porta gli esami a suo padre e non è chiaro, come al solito, se ne fosse già al corrente.
Jarod chiama Sydney, facendogli notare che anche lui riesce sempre a cavarsela, poi gli conferma che continuerà a cercare i suoi famigliari. Syd gli dice che lui non è pazzo, è solo "perso", ma Jarod promette che un giorno si ritroverà e scoprirà anche chi è.

## Il cerchio di fuoco
- Titolo originale: Hope and Prey
- Diretto da: David Jackson
- Scritto da: Juan Carlos Coto

### Trama
Jarod continua ad avere incubi su suo padre e sull'omicidio di Catherine; anche Miss Parker è ossessionata dalla ricerca del Maggiore Charles e discute di questo col suo neo-acquisito fratello Lyle. Intanto Jarod va a fare visita a un uomo che gli ha lasciato un messaggio su un sito nel quale ha pubblicato la foto dei suoi genitori e che tiene on line ma in modo che non sia rintracciabile. Si tratta di un indiano di nome Mike Bodie che conosceva suo padre; gli regala un suo acchiappasogni e una foto che lo ritrae da giovane col Maggiore. Quando Jarod nota che Mike è ferito da un colpo di pistola, l'indiano gli spiega che lo stanno inseguendo per ucciderlo e inizia a scappare quando altri colpi d'arma da fuoco lo minacciano nel locale. Mike fugge in moto e Jarod rimane a terra dopo aver preso una botta alla testa.
Al Centro la stanza di Fenigor è vuota e l'uomo è stato dichiarato morto; Lyle e Miss Parker discutono perché lui l'accusa di cercare il Maggiore Charles solo per vendetta e non per riportare Jarod al Centro.
Jarod va a visitare la casa di Mike e ci trova Kim, una cacciatrice di taglie sulle orme di Bodie per guadagnare 20.000 dollari della sua taglia. Jarod finge di essere a sua volta un cacciatore di taglie e si informa su Mike: la donna racconta di come Bodie sia stato accusato di aver fatto saltare in aria una miniera di rame della A.C.M. visto che si tratta di un attivista di Greenpeace. Kim non è l'unica a cercare l'indiano, molti altri sono sulle sue tracce. Jarod le propone di dargli la caccia insieme, ma la donna rifiuta.
Mentre Sydney è ancora cieco, Broots si mette al lavoro per rintracciare il sito di Jarod - senza successo. Però trova il certificato di morte di Fenigor, dal cui cadavere sarebbero stati esportati diversi organi. Tutto ciò però non convince Miss Parker, che gli ordina di fare altre ricerche e trovare il cadavere.
Vincent LaPahie, rappresentante per le culture indiane, sta schedando tutti i cacciatori di taglie arrivati in zona, parla con Jarod e gli spiega che Mike combatte per la sua terra natia, essendo l'ultimo discendente della tribù. La terra è stata invasa dai cercatori di rame e lui ha pensato bene di far saltare la miniera per difendere i suoi diritti.
Emery, aiutante di Vincent, capisce che Jarod non è un vero cacciatore di taglie perché indossa l'acchiappasogni di Mike e avrebbe dovuto ucciderlo per prenderglielo; capito che si può fidare, gli consegna un faldone con informazioni più precise, tratte dagli studi che sta facendo per una tesi sui diritti degli indigeni. All'interno Jarod trova un articolo su Mike e lo raggiunge nel posto che vi è citato, in mezzo al deserto. L'indiano gli spiega di essere in debito con suo padre perché gli salvò la vita anni prima e che vuole raccontargli tutto del "sogno che inseguiva". Però non fa in tempo perché Kim, che ha seguito Jarod, cerca di fermarlo sparandogli. Mike riesce ancora una volta a fuggire, nonostante la ferita si stia aggravando. Anche Kim intuisce che Jarod non è davvero chi dice di essere.
Jarod chiama Sydney e gli espone i dubbi sul padre, ma gli conferma che anche se si rivelasse essere un assassino, preferisce sapere la verità perché almeno è reale. Al Centro i tre inseguitori sfruttano Angelo per scoprire cosa ne è stato di Fenigor e gli portano le sue lenzuola. Angelo rivela che sta meglio e non è morto, poi si mette il lenzuolo in testa come fosse un fantasma e Syd capisce che Fenigor deve trovarsi nell'Ala "Rinnovamento" insieme agli altri fantasmi del Centro. Poi Angelo comunica un numero: CA543. Broots e Miss Parker vanno a fare una visita nell'Ala Rinnovamento del Centro e ci trovano proprio il signor Fenigor. Tuttavia l'uomo non ricorda nessuno di loro e i due capiscono che gli hanno fatto il lavaggio del cervello.
Intanto Emery dà a Jarod un floppy con tutti i dati dei cacciatori di taglie per capire chi vuole uccidere Mike; mentre il simulatore soggiorna in un motel, Mike lo raggiunge in fin di vita e Jarod lo cura. Bodie rivela di non aver fatto saltare in aria la miniera e di essere stato incastrato. Anche Kim li raggiunge e cerca di catturarli, ma Jarod si libera e l'ammanetta mentre i due fuggono in macchina.
Sydney sta ricominciando a vedere: dopo aver parlato con Jarod ha capito di avere un blocco psicologico, non fisico. Così si concentra su immagini positive, qualcosa che "valga la pena" guardare: i filmati di Jarod bambino. Lui e Miss Parker parlano della sua ricerca del Maggiore Charles e lei gli chiede se sta facendo male a volersi vendicare: lui risponde che qualunque sia il motivo, lui l'aiuterà a cercarlo perché ne vale la pena.
Mike racconta a Jarod che chiamava il maggiore Falco volante e che l'uomo l'aveva salvato quando era sparito per giorni nel deserto anni prima: lui aveva continuato le ricerche anche se gli altri avevano perso le speranze. Poi il padre di Mike gli aveva insegnato a costruire gli acchiappasogni e il maggiore aveva fatto dei riti indiani in una caverna. Intanto continuano a scappare da altri cacciatori di taglie che li inseguono. Facendo delle indagini con Emery, i tre scoprono che è proprio Vincent che ha cercato di uccidere Mike e che prende soldi dalla A.C.M.: vuole guadagnare i 250.000 dollari che si ricaverebbero dalla vendita delle terre indiane alla ditta una volta che Mike fosse morto. Broots trova il codice CA543 negli archivi del Centro e ne tira fuori una valigetta con inciso il nome di Catherine. Quando Parker l'apre, ci trova la pistola che uccise sua madre anni prima. Sul calcio è inciso uno strano cerchio di fuoco. Jarod prepara la classica trappola per Mike e coinvolge anche Kim; riesce a far confessare Vincent e lo incastra, scagionando così Mike.
Miss Parker porta la pistola ad Angelo e lui le dice di "seguire il cerchio". Sydney vede sempre meglio, mentre Miss Parker comunica al padre e a Lyle che vuole rinunciare alla ricerca del maggiore Charles. In realtà continua a pensare al cerchio di fuoco.
Mike porta Jarod alla grotta dove andò il padre e ci trova molti disegni, fra i quali un cerchio di fuoco. Poi rimane lì a fare dei riti indiani e in meditazione: così riesce finalmente a vedere suo padre nel sogno e anche lui gli dice di seguire il cerchio. Mike e Jarod vanno alla base militare di Clearview dove anni prima stava il maggiore, ma ormai è abbandonata. Jarod però è felice di avere una nuova pista da seguire. Mike chiede a Jarod di dire al padre che sono pari, quando lo troverà. Al Centro, Angelo continua a parlare del cerchio di fuoco e ne accende uno intorno a sé, per poi vedere le immagini che ha visto anche Jarod nella grotta.

## Rapimento al chiaro di luna
- Titolo originale: Once in a Blue Moon
- Diretto da: Chuck Bowman
- Scritto da: Andrew Dettman e Daniel Truly

### Trama
Jarod vede un servizio in tv su una bambina rapita nel Maryland e trova delle similitudini con un caso che seguì da bambino al Centro. Così si inserisce nella polizia come inviato dell'FBI e inizia a indagare. Il rapitore ha strappato gli occhi dai pupazzi, aperto le tende delle finestre e scritto sullo specchio "luna piena sorgente" (blue moon rising), proprio come aveva fatto il killer Douglas Willard negli anni settanta. L'uomo ora è in un carcere di massima sicurezza.
Nel frattempo Sydney, Miss Parker e Broots raggiungono un rifugio di Jarod pieno di attrezzature da sommozzatore, ma si capisce che ha abbandonato troppi oggetti ed è dovuto andare via in fretta, lasciando anche una mappa della Florida. Sydney dice che è troppo ovvio che sia andato là, probabilmente è andato altrove per un impegno improvviso.
Jarod ha continui flashback del passato mentre racconta la storia del killer ai colleghi detective Alison Fawkes e Maxwell: senza entrare nei dettagli, si scopre che Jarod aveva aiutato la polizia a cercare Willard con le sue simulazioni, ma non aveva fatto in tempo a salvare la sua ultima vittima, Annie, e il suo cadavere non era mai stato ritrovato. Ora probabilmente c'è un suo emulatore in giro e Jarod chiede di fare delle indagini su chiunque sia entrato in contatto con lui nel carcere, poi consiglia al Detective Fawkes di far trasferire Willard per permettergli di parlare con lui e scoprire dove si trovi la ragazza rapita, Sarah Rickman. Più tardi invia una mail a Sydney con la foto di Annie e la scritta "sta succedendo di nuovo". Sydney decide di coprirlo e fa in modo che Miss Parker vada in Florida, anche se poco prima le ha detto che sarebbe inutile. La donna capisce che lo psichiatra nasconde qualcosa e origlia una conversazione fra lui e Jarod, durante la quale parlano di Annie. Jarod è spaventato perché non ha mai visto il killer di persona e non sa come affrontarlo.
Quando parla con Willard, Jarod capisce subito che è un soggetto folle e manipolatore. Il criminale intuisce che l'hanno trasferito per sventare un nuovo rapimento e che c'è un emulatore che lo imita, così decide di aiutare Jarod a modo suo. Willard sa che qualcuno, un informatore esterno, aveva aiutato la polizia a stanarlo e ammette che doveva essere un genio, un prodigio. Jarod finge di non saperne niente, ma inizia ad accusare i colpi della sua coscienza quando cerca di convincere Willard a rivelare dove aveva portato Annie.
Miss Parker prende la foto di Annie dall'ufficio di Sydney e la porta ad Angelo, che le spiega che si tratta di una ragazza lontana da casa; poi decide di non tornare in Florida nonostante gli ordini ricevuti da Raines, convinta che non ci sarebbero tracce di Jarod.
Il simulatore, intanto, continua a conversare con Willard finché non è costretto a rivelargli che era lui l'informatore della polizia, il bambino prodigio. Willard lo punzecchia con i ricordi del passato e Jarod rivive tutti i flashback di quando aveva cercato di simulare nei panni di Willard ma si era rifiutato per non diventare un mostro come lui. Così aveva forse condannato a morte Annie, perché non era riuscito a capire dove l'avesse portata.
Mentre Willard fa ragionare Jarod, dicendogli che le risposte le ha già e deve solo trovarle, la polizia scopre chi è il rapitore: si tratta di Paul Schuman, secondino nel carcere McCallister dove stava Willard. La sua casa è piena di foto di Sarah: probabilmente dopo anni trascorsi a parlare con Willard, il killer gli ha fatto il lavaggio del cervello e lui è divenuto un suo emulatore. Ma Jarod si chiede se sia solo un emulatore o se di fatto sia una marionetta di Willard. Il killer gli mandava anche tante lettere scritte in codice, ma quando Jarod gliele mostra, Willard continua a non voler parlare e dice di voler visitare il luogo del rapimento per fare ciò che Jarod dovrebbe ma non ha il coraggio di fare: mettersi nei panni di Schuman. Jarod litiga con la Fawkes, che non vuole autorizzare l'uscita dal carcere di Willard, così lo trascina fuori in manette senza il permesso, dopo aver dato un pugno anche a Maxwell per andare via indisturbato. Jarod porta Willard a casa di Sarah e gli toglie le manette: il killer si mette perfettamente nei panni di Schuman, che ha eseguito alla lettera le sue indicazioni. Poi spinge Jarod a simulare a sua volta il rapimento e lo tortura psicologicamente. Poco dopo gli rivela che di fatto tutto questo teatrino dei pupazzi senza occhi, delle scritte e delle tende è solo un contorno: rapiva le ragazze per poi ucciderle solo perché gli piaceva. Willard dà un pugno a Jarod e lo stende, per poi fuggire.
Broots scopre che Annie era una ragazza morta anni prima e collega quel rapimento a uno avvenuto di recente nello stesso posto, a Snow Hill, leggendo la notizia sul giornale. I due corrono nel Maryland per trovare Jarod.
Willard va nei pressi di una baracca abbandonata e si rende conto che Jarod l'ha seguito e capisce così di averlo sottovalutato; il simulatore non è solo, ma con tutta la polizia. Era tutto orchestrato per seguirlo lì. Jarod trova Sarah chiusa nel rottame di un'auto, poi scopre il cadavere di Annie e recupera il suo ciondolo. Sarah torna dai genitori proprio mentre sopraggiungono Miss Parker e Broots, ma Jarod riesce a filarsela. Più tardi chiama Sydney ed è più sereno, sapendo che anche Annie riposerà in pace. Sydney gli dice di aver dato il ciondolo al padre di Annie, che lo vorrebbe ringraziare. Quando Miss Parker parla con Sydney, che le spiega come mai voleva tenerla fuori da questa storia, la porta in una stanza dove Raines guarda dei video di anni prima in cui si vede il momento in cui Syd gli aveva comunicato della morte di Annie. Raines ha fra le mani il ciondolo di Annie. Era lui il padre.
- Nota. In questo episodio Jarod scopre il chili e i fast food messicani.

## Qualcuno di cui fidarsi
- Titolo originale: Someone to Trust
- Diretto da: Frederick King Keller
- Scritto da: Tommy Thompson

### Trama
Jarod incontra Kristi, una donna facoltosa che si dimostra gentile con un uomo rimasto senza casa, e ne rimane molto affascinato. Più tardi ha un appuntamento con Harold Kincaid, un uomo che lo deve assoldare per simulare un incendio accidentale in un edificio, e gli dà una dimostrazione di ciò che sa fare facendo saltare in aria la barca dello Sceriffo Randall Carver. Intanto, al Centro, Miss Parker scopre suo fratello Lyle che piange guardando il video della loro nascita. Kincaid ha già fatto scoppiare un palazzo assoldando un altro malavitoso, e durante l'incendio sono morte diverse persone. La moglie di Kincaid è proprio Kristi e propone di far alloggiare Jarod nella dépendance della villa. Jarod e Kristi fanno amicizia e parlano dei rispettivi passati e delle famiglie; lei gli racconta della sua infanzia a Corpus Christi e i due sono molto in sintonia. La donna gli rivela anche di sapere delle attività illecite del marito, col quale non va più d'accordo come un tempo. Miss Parker, intanto, non crede al cambiamento di Lyle e nemmeno Jarod, che le ha mandato una foto di una ragazza cinese allegando un biglietto con la frase "La fiducia può ucciderti o renderti libero". Miss Parker parla anche col padre del fratello e lui sembra essere convinto della "redenzione" del figlio, che gli ha anche chiesto dove sia sepolta Catherine. È quindi Jarod a chiamare Miss Parker e a riportarla alla lucidità, ricordandole di stare attenta a Lyle perché "le persone non sono quello che sembrano" e alla fine "si raccoglie ciò che si semina". Durante la notte, nella villa scoppia un incendio che causa la morte di Kincaid e Kristi è disperata. Quando arriva lo sceriffo, la donna dice che la governante ha visto un uomo fuggire nel bosco e di aver sentito il marito morire agonizzando. Jarod consola la vedova e la difende dalle implicite accuse di Carver.
Intanto Broots scopre che la ragazza cinese era stata scelta su un catalogo a Las Vegas per un matrimonio e Miss Parker ne è inorridita.
Jarod va a prendere Kristi, che gli chiede di andare con lei al cottage in campagna. I due parlano di Harold e di quanto poco fosse ancora gentile e premuroso con lei; Jarod nota anche che c'è una perdita nell'impianto a gas del cottage. L'avvocato di Kristi, Tom Byner, preme affinché si apra il testamento, ma lei non vuole: è convinta che la polizia la creda colpevole perché ovviamente erediterà i soldi del marito. Quando Jarod cerca di consolarla, i due finiscono per baciarsi, ma Jarod se ne scusa. Miss Parker, invece, va al cimitero e trova Lyle sulla tomba della madre: lui vorrebbe ricominciare da capo e starle vicino come un vero fratello.
Jarod va a fare una visita alla villa dopo l'incendio e ci trova l'agente Jane Kilborn: la poliziotta è convinta che lui nasconda qualcosa e che Kristi sia la vera assassina del marito. Poco dopo, Jarod corre nel bosco per cercare tracce dell'uomo che avrebbe causato l'incendio, ma viene fermato dallo sceriffo Carver proprio mentre trova un'impronta per terra.
Miss Parker, si sfoga con Sydney e confessa che il cambiamento di Lyle sembrerebbe veritiero, ma non può dimenticare il passato. Syd finalmente si ricorda di chi era la frase citata da Jarod insieme alla foto della ragazza cinese: di sua madre Catherine. Intanto Broots scopre che Shay Ling, la ragazza cinese, aveva chiamato la polizia la notte in cui era misteriosamente scomparsa e la telefonata s'era interrotta con dei rumori, presumibilmente il marito che la trovava per farle del male. Jarod intanto invia un'altra foto: questa volta si vede il signor Parker che esce dal "Desert Vista", l'hotel dove si trovava Shay Ling la notte della sua scomparsa. I tre iniziano a pensare che il marito di Shay Ling potesse essere proprio lui.
Jarod viene interrogato dallo sceriffo Carver che è convinto che sia l'assassino di Kincaid, ma Kristi manda Tom Byner ad aiutarlo e a farlo liberare per mancanza di prove; Jane chiede allo sceriffo cosa farà con le impronte di cui parlava Jarod, ma Carver la ignora e la manda fuori in pattuglia. La governante di Kristi, intanto, trova una borsa piena di materiale incendiario in camera di Jarod e così l'accusa di averla presa in giro. Lui le spiega che in realtà voleva far pentire suo marito di ciò che aveva fatto, ma non l'avrebbe mai ucciso. Kristi gli crede e gli chiede di nascondersi al cottage, visto che la governante ha già chiamato lo sceriffo.
Broots rivela a Miss Parker che Shay Ling è stata uccisa a botte e poi le mostra la foto che la ritraeva novella sposa col marito, il signor Lyle.
Jarod, al cottage, scopre che nel camino da dove si sentiva la fuga di gas è stata piazzata una bomba con un timer; poco dopo arrivano Carver e Kristi e Jarod affronta la donna, chiedendole perché abbia portato lo sceriffo con sé. Lei lo convince che lo sceriffo vuole aiutarli e poi l'invita a tornare in casa poco dopo avergli confessato che lo ama. Jarod segue il suo consiglio e, pochi istanti dopo il cottage salta in aria e Kristi se ne va soddisfatta.
Nel frattempo Miss Parker affronta Lyle e il padre; il fratello sostiene che non c'entra niente con la morte di Shay Ling e il signor Parker gli dà manforte e conferma che non l'aveva mai picchiata e crede alla versione di Lyle. Poi afferma di voler portare a cena i due figli e di voler ricominciare come una vera famiglia.
Kristi sta per partire e dice a Tom che Jarod ha ucciso il marito e poi lo sceriffo ed è stata una fortuna che sia morto per errore. Tom le spiega che se non vuole rinunciare a 50.000 dollari dell'eredità, dovrà rimanere in città ancora alcune ore per firmare delle carte e solo dopo potrà partire. La donna, avida, accetta e fa un tuffo in piscina nell'attesa. Proprio mentre si sta godendo la "libertà", l'uomo rimasto che aveva aiutato qualche giorno prima si presenta in piscina e le dice che è stato il poliziotto al cancello a farlo entrare. Poco dopo è seguito da Jarod e Jane, che trascina lo sceriffo Carver, ammanettato. Jarod ha capito che non avrebbe rinunciato a 50.000 dollari e così, mentre lo sceriffo confessava, ha spiegato della complicità di Kristi nell'omicidio del marito e di come i due avessero finto per cercare di incastrare Jarod. Kristi cerca di scusarsi dicendo che non era una cosa personale, ma Jarod, deluso e amareggiato, dice che al contrario è stato molto personale e poi le chiede dove sia finita quella bambina felice di Corpus Christi.
Come sempre, Jarod chiama Miss Parker e le dice di diffidare di Lyle perché continuano a dirle solo ciò che il Centro le vuole fare sapere; lei gli chiede che cosa voglia e Jarod le spiega che da lei vuole solo fiducia, proprio come diceva Catherine. Mentre Miss Parker e il padre vanno a cena insieme, con la figlia sempre meno convinta di volersi fidare del padre e del fratello, Lyle rimane a casa e inizia a cercare altre donne asiatiche su vari cataloghi.

## Il seme della speranza
- Titolo originale: Betrayal
- Diretto da: Terrence O'Hara
- Scritto da: Mark M. Dodson

### Trama
Broots sta preparando un viaggio a Parigi per festeggiare il compleanno della figlia Debbie, ma Miss Parker lo manda al "Data Annex", una struttura decentrata mascherata da negozio dove finiscono molte informazioni segrete del Centro. Dato che ci sono state molte fughe di notizie proprio tramite quel database, Broots deve indagare. Jarod, invece, guarda dei video dei suoi ultimi tempi al Centro riguardanti una simulazione che non aveva voluto eseguire. Quando Broots va al "Data Annex", un cecchino arriva e ammazza tutti i presenti tranne lui, che si trova in bagno e sta ascoltando le lezioni di francese con le cuffie. Quando si rende conto di ciò che è successo, Broots scappa dal criminale e riesce a salvarsi.
Lyle decide di mandare una squadra per cercare Broots e ucciderlo per evitare ogni fuga di notizie; Broots chiama Sydney preoccupato e lui gli spiega che hanno emesso un ordine di cattura per lui con Allarme 7 e gli consiglia di non fidarsi di nessuno. Lyle intercetta la chiamata e dice a Sydney di non intromettersi; Miss Parker fa buon viso a cattivo gioco e finge di allearsi col fratello, ma in realtà va a prendere Debbie a scuola e la porta a casa sua, per metterla sotto la sorveglianza dello spazzino Sam. Quando Broots la vede portare via la figlia sotto il suo naso, è convinto che anche lei voglia la sua morte. Allora torna a casa per prendere una pistola e lì ci trova Jarod. Ancora una volta, il genio vuole aiutare Broots a salvarsi e glielo dimostra quando il cecchino arriva a casa e cerca di freddarlo a colpi di arma da fuoco. I due riescono a scappare in macchina e Jarod gli spiega che un uomo che prima lavorava al Centro è in contatto con una talpa all'interno e ora vogliono uccidere Broots, convinti che sia lui.
Lyle parla con Miss Parker e le dice che Broots può essere sacrificato, allora la donna ammette davanti a Sydney che Broots è stato per lei un fratello molto più di quanto lo sia Lyle, nonostante non siano legati dallo stesso sangue. Broots e Jarod parlano di Miss Parker e il tecnico confessa i dubbi sulla sua complicità nel rapimento di Debbie; Jarod, colpito, la difende a spada tratta, confermando che lei non ha odio né nella mente, né nel cuore. Poi spiega che anni prima aveva lavorato con l'uomo che ha cercato di ucciderlo al Centro: si tratta di Damon, un killer spietato che ora vuole uccidere anche Broots per avere le informazioni che andavano al "Data Annex". Di fatto si tratta di simulazioni di Jarod: dopo averne rubate tre che ha riutilizzato per causare rispettivamente un incidente in metropolitana, su un aereo e al consolato, ora vuole recuperare la quarta, ma Jarod non sa quale sia.
Jarod fa chiamare Sydney da Broots col suo cellulare e così scopre che Debbie sta bene. Poi Jarod dice a Sydney che Damon è tornato e che lo cercherà; lo psichiatra lo mette in guardia sulla cattiveria dell'uomo.
Jarod e Broots tornano al "Data Annex" per cercare l'informazione mancante, ma vengono scoperti anche dal Centro, che manda degli spazzini e Miss Parker. Quando una guardia sta per catturare Jarod, Broots lo salva stendendolo e poi i due fuggono di nuovo insieme. Guardando il DSA sottratto da Damon, Jarod scopre che la quarta simulazione riguarda la mutazione per modificare il virus del vaiolo e fare un attentato biologico. Damon lo progetta per le ore 5.00 del giorno dopo, ma Jarod non sa dove. Al Centro non sanno ancora niente e Sydney nota che Miss Parker e Lyle stanno portando il "concetto di rivalità fra fratelli a nuovi livelli". Poi invia a Jarod un codice numerico intercettato dagli analisti del Centro fra le comunicazioni di Damon, ma non ancora decifrato. Poi gli consiglia di nuovo di non farsi prendere dalla sete di vendetta.
Mentre parlano di Debbie, Broots chiede a Jarod perché lo stia aiutando e lui ammette di rispettarlo molto perché è un ottimo padre. Poco dopo i due capiscono che il codice numerico indica delle coordinate GPS: si tratta di un parco vicino a Washington dove Damon farà un carico di materiale.
Miss Parker scopre la chiamata fra Syd e Jarod e gli chiede perché gli abbia passato il codice: lui allora le rivela tutto di Damon e di come avesse promesso la libertà a Jarod per convincerlo a completare la simulazione sul vaiolo che non voleva portare a termine; le mostra i DSA in cui Damon aveva collaborato con un altro spazzino alla tortura gratuita del suo amico Kenny per fare cambiare idea a Jarod e, una volta ricevuto il dischetto con la simulazione finita, l'aveva ucciso solo per crudeltà. Miss Parker rimane sconvolta dai filmati e da come avessero infranto le speranze di libertà di Jarod. Così capisce che Damon va fermato a ogni costo.
Jarod intercetta Damon al parco e lo scopre con in mano una valigetta; quando lo minaccia con una pistola, però, Damon lo schernisce e gli parla di come questo atto sarà un "piccolo seme di speranza" per l'umanità. Poi, sapendo che non avrebbe il coraggio di sparare a un uomo alle spalle, fa per andarsene e di scatto si volta e spara a Jarod, ferito al torace. Broots lo aiuta e lo cura e Jarod gli chiede perché non lo consegni al Centro: anche Broots ammette di rispettarlo troppo, perché aiuta gli altri senza chiedere niente in cambio. Jarod finalmente mostra anche a Broots i video di Damon al Centro e poi, guardando il telegiornale, capisce che il criminale vuole fare un attentato durante una messa di pace fra gli stati balcanici divisi. Anche al Centro scoprono la stessa cosa e partono per raggiungere la chiesa.
Jarod e Broots arrivano per primi e, mentre il tecnico fa evacuare la chiesa per un allarme bomba, Jarod insegue Damon, vestito da prete, e lo minaccia di nuovo con un'arma. Lui, però, prende Broots come ostaggio e gli punta una pistola alla testa. Jarod gli chiede di lasciarlo andare perché ha una figlia che ha bisogno di lui, ma Damon ammette che per lui non fa alcuna differenza. Jarod, giunto al limite della sopportazione, grida che invece per lui la fa e spara a Damon con una precisione chirurgica.
Broots va a prendere Debbie e le dà il suo regalo: i biglietti per Parigi; poi ringrazia Miss Parker. Jarod, invece, chiama Sydney e gli spiega che sta male perché non aveva mai ucciso un uomo. Si sente in colpa e anche "vuoto". Syd allora gli ricorda un antico detto che cita "chi salva anche una sola vita, salva il mondo intero".

## Il figlio ritrovato
- Titolo originale: Parole
- Diretto da: Frederick King Keller
- Scritto da: Tommy Thompson

### Trama
Jarod manda a Sydney una lettera contenente un braccialetto ospedaliero a nome George Stamatis e lo invita a raggiungerlo. Il simulatore, intanto, si è fatto una serie di tatuaggi finti sul corpo e sulle braccia. Il ragazzo prodigio sta fingendo di essere un ex-galeotto che ha Jack Brevin, un poliziotto amante dei rottweiler, come agente di sorveglianza. Jarod sarebbe appena uscito sulla parola dopo 6 anni di carcere, e Jack ne approfitta subito per fargli capire che dovrà fare dei "lavoretti" per lui, se non vuole tornare al fresco.
Sydney raggiunge l'ospedale indicato e ci trova Jarod ad attenderlo: l'ha fatto arrivare fin lì perché Michelle e Nicholas, suo figlio, stanno arrivando con un taxi. Sydney scopre che i due sono lì perché George Stamatis, marito di Michelle e padre adottivo di Nicholas, sta per morire. Più tardi, Sydney va a trovare Michelle nella cappella dell'ospedale e le offre il suo sostegno in questo momento difficile.
Intanto Jarod scopre che Brevin ha mandato una ragazza un po' svampita, Sandi, nel suo appartamento. La ragazza è legata a Brevin, fa visita ai suoi ex-galeotti, ed è un'amante del succo di kiwi e papaya. Più tardi, Jarod fa visita a Lupe Harmon, la vedova dell'uomo sulla cui morte sta investigando. Bobby Harmon era un carcerato che doveva uscire per buona condotta, ma non appena fuori era stato coinvolto in una rapina nella quale aveva perso la vita. Lupe è poi rimasta sola con i loro due bambini, due gemelli. Jarod l'avvicina dicendole di essere stato in cella con Bobby nelle ultime settimane di prigionia.
Jarod va a colloquio con Jack e intuisce che Brevin sfrutta gli ex-galeotti che dovrebbe sorvegliare per compiere crimini per lui, dato che altrimenti non avrebbero possibilità di rifarsi un'altra vita. Poi Brevin gli fa capire che deve stare lontano da Lupe e Jarod si chiede come abbia scoperto che le ha fatto visita. Quando Jarod chiede a Sandi se conoscesse Bobby, lei nega; le chiede anche come mai abbia detto a Brevin che è andato a trovare Lupe, ma lei risponde in modo evasivo. Jarod la segue e scopre che fa visita a un ragazzo disabile in una clinica privata.
Sydney parla con George Stamatis e lo ringrazia per aver avuto cura di Michelle e Nicholas; George gli chiede di dire la verità a Nicholas quando sarà morto e rivelargli che è suo padre, per poi prendersi cura di lui. Nicholas, purtroppo, origlia la conversazione e scappa sconvolto.
Brevin fa incontrare Jarod e Pat Rush, un altro galeotto, per poi spiegargli un piano per derubare una coppia di anziani in un centro residenziale. L'uomo avrebbe più di 100.000 dollari in casa. Pat spiega a Jarod che non vuole mettersi contro Brevin, perché sennò potrebbe fare la fine di Bobby, che stava andando dal procuratore a spifferare il piano di Brevin e poi l'hanno ucciso.
Sydney ha una lunga conversazione con Nicholas fuori dall'ospedale, senza sapere che Jarod sta ascoltando tutto nascosto dietro un albero. Sydney spiega al figlio che, dopo aver ricevuto delle minacce, Michelle se n'era andata senza dirgli di essere incinta e così lui aveva scoperto solo di recente di avere un figlio. Nicholas è furioso, e gli rivela di sentirsi solo e senza una famiglia. Sydney allora gli fa capire che essere padre va al di là del rapporto biologico, ma è anche quella figura che insegna al proprio figlio ad andare a pesca o a farsi il nodo alla cravatta. Nicholas gli chiede se abbia mai provato queste sensazioni per qualcuno e Syd ammette che c'è stato un ragazzo, ovviamente pensando a Jarod. Lui, sempre nascosto, non può fare altro che commuoversi, prima di andarsene. Syd dice a Nicholas che vorrebbe essere almeno suo amico.
Jarod fa nuovamente visita a Lupe per rivelarle che forse Bobby è stato ucciso; lei lo invita in casa a bere del succo di kiwi e papaya, che era il preferito di Bobby. Allora Jarod capisce che Sandi mentiva e lo conosceva. La ragazza gli rivela che loro due erano amici e lei aveva detto a Pat che Bobby voleva parlare col procuratore, ma non voleva che fosse ucciso. Ha sempre eseguito gli ordini di Brevin per pagare la clinica di suo fratello Michael, diventato disabile dopo un incidente d'auto causato da lei. Jarod promette di aiutarla a sistemare tutto. Poi prepara il suo solito piano, coinvolgendo anche Pat. Invece che andare a derubare i due anziani, Jarod e Pat entrano in casa di Brevin e lo legano a una sedia per poi bendarlo. Pat è convinto che siano lì per derubare Brevin, ma Jarod gli spiega che in realtà sono lì per vendicare Bobby. Quando Pat prova a sparargli, Jarod gli promette che lo manderà in galera con l'accusa di favoreggiamento nell'omicidio di Bobby, poi lo stende. Poco dopo costringe Brevin a confessare l'omicidio di Bobby fingendo di uccidere i suoi adorati cani.
Intanto all'ospedale, Michelle e Nicholas dicono addio a George; più tardi Sydney parla con Nicholas e il ragazzo gli dà il suo numero di telefono in caso voglia cercarlo per chiacchierare. Gli suggerisce di dire che lo sta cercando un suo "amico". Jarod raggiunge di nuovo Sydney e gli dice che è un buon inizio. Prima che se ne vada, Sydney gli aggiusta la cravatta e poi gli chiede se gli abbia insegnato a fare il nodo. Jarod, ancora una volta commosso, risponde che l'ha fatto.
- Nota. Questo è l'unico episodio nel quale non appare Miss Parker (Andrea Parker), anche se menzionata nella sigla e nei crediti.

## Trafficanti d'armi
- Titolo originale: Homefront
- Diretto da: Michael Zinberg
- Scritto da: Guy Zimmerman

### Trama
Jarod ha dei flashback di quando da piccolo gli avevano mentito sulla morte dei suoi genitori in un incidente aereo proprio nel giorno in cui, dopo tanto tempo, doveva rivederli; poi ruba al Centro quasi 60 milioni di dollari e la macchina di Lyle, che fa saltare in aria con un lanciarazzi. Broots, per stanarlo, ha inventato un programma, il "Segugio", che segue gli spostamenti del denaro del Centro. Jarod finge di essere un trafficante d'armi in affari con Desmond Blake, a cui deve fornire 60 missili (comprati col denaro sottratto al Centro). Blake gli dà 72 ore di tempo per programmarli in modo che possano funzionare, e lo invita a restare nella sua villa in Venezuela per svolgere il compito con due suoi collaboratori. Blake ha due figli, Rebecca e Ryan, che credono la madre morta in un incidente d'auto. In realtà Jarod si trova lì proprio perché ha promesso alla madre, Wendy, di aiutarla a ritrovare i suoi figli, portati via dal marito e tenuti nascosti dopo il loro divorzio, nonostante il giudice le avesse garantito l'affidamento. L'unica che si occupa dei bambini è una ragazza di nome Emma, che era molto legata a Wendy e alla quale aveva promesso di vegliare sui figli nel caso le fosse mai successo qualcosa. Jarod fa arrivare anche Wendy in Venezuela e le spiega che sta organizzando un piano di fuga per i bambini. Le rivela anche che la credono morta, e le dà una foto dei due ragazzi durante il corso di equitazione che seguono.
Al Centro, Broots scopre che Jarod ha usato i soldi per pagare un trafficante d'armi, Raul Zenega. Lyle, che tempo prima aveva lavorato con lui, parte con Miss Parker per andare a incontrarlo. Quando i due arrivano a Mexico City, lo incontrano in una palestra e lo obbligano a rivelare cosa ha venduto a Jarod e per chi ha comprato i missili. Raul, che ha un forte timore di Lyle per qualcosa accaduto in passato, rivela tutto ciò che sa ai due fratelli.
Jarod intanto continua a programmare i missili, ma prepara anche la fuga dei ragazzi, andando a installare un controller nel sistema di allarme della villa. Desiderosa di vedere i figli, Wendy fa un'avventata visita al maneggio; lì, Ryan rischia di essere investito e viene salvato proprio da Jarod poco dopo che il bambino ha visto la madre. Purtroppo anche Blake vede l'ex-moglie e torna di corsa alla villa con i figli e Jarod. Dopo averli sgridati perché iniziano a dubitare che la madre in realtà sia viva, decide di partire il giorno seguente con loro ed Emma. Jarod raggiunge Wendy e la rimprovera per la mossa azzardata, poi la rincuora dicendole che i figli l'hanno riconosciuta e la invita ad andare alla villa la sera stessa per scappare con i bambini. Per fare ciò ottiene anche la fiducia di Emma, alla quale rivela che Wendy in realtà è ancora viva. Miss Parker e Lyle, intanto, partono per il Venezuela.
Jarod organizza un diversivo e fa bruciare un'auto nel parcheggio, ma quando va a cercare i bambini nella loro stanza non li trova. Il piano salta e decide di organizzare una nuova fuga per il giorno seguente. Insieme a Emma i due drogano l'autista di Blake in modo da consentire a Jarod di offrirsi per portare lui stesso padre e figli all'aeroporto, dove partiranno. Arrivati al cancello della villa, Jarod si rende conto che Miss Parker e Lyle lo attendono in macchina fuori dalla casa. Con uno stratagemma convince Blake a liberarlo di quell'auto e il criminale fa mandare i suoi uomini a fermare i due inseguitori.
Una volta raggiunto l'aereo, però, Jarod chiude Blake nella sua macchina e lo minaccia con un missile, per poi chiamare Wendy e farla ricongiungere finalmente con i figli e l'amica Emma. Jarod rivela a Blake che i missili sono stati disarmati e che la polizia sta per arrivare a prenderlo. Poi accompagna la famiglia riunita ad Atlanta e saluta Wendy e i ragazzi per poi andarsene, come sempre, da solo.

## L'ora della verità
- Titolo originale: Flesh and Blood
- Diretto da: Rodney Charters
- Scritto da: Harry Dunn

### Trama
Sydney manda al figlio Nicholas una bussola che apparteneva a suo padre; il ragazzo si trova sugli Appalachi, dove lavora come insegnante volontario per aiutare una comunità di analfabeti. Improvvisamente un commando di miliziani sbuca nell'accampamento e rapisce tutti gli insegnanti. Jarod, che sta organizzando qualcosa nel campo dell'estrazione del petrolio in difesa dell'ambiente, vede il servizio del rapimento alla televisione e decide di rinunciare per andare a guidare la squadra di ricerca di Nicholas dell'ATF (Rapid Response Extraction Team). È invece Michelle ad avvisare Sydney dell'accaduto. Miss Parker e Broots promettono di coprire il collega con Lyle, poi Sydney e Michelle partono per Lexington. Jarod scopre che i responsabili del rapimento sono dei miliziani dell'Esercito di liberazione degli Appalachi. Un bambino che lavorava con Nicholas, gli dà la bussola di Sydney, dicendo che apparteneva a Nicholas, e una foto del ragazzo con sua madre. Intanto, al Centro, Broots cerca di depistare Lyle, ma lui non sembra molto interessato e, anzi, rimane favorevolmente colpito quando lo spazzino Willie lo raggiunge con un messaggio importante. Quando i due se ne vanno per cercare Jarod, Miss Parker pensa di essersi liberata di Lyle almeno per un po'. Sydney e Michelle sono negli uffici dell'ATF ad aspettare notizie sul rapimento e parlano di Nicholas; la donna spiega ancora a Sydney che non aveva dovuto andarsene solo perché il Centro aveva minacciato di ucciderlo se non fosse sparita; quando l'uomo le rivela quanto si senta impotente in questa situazione, lei gli racconta di quando loro figlio aveva subito un delicato intervento al cuore appena nato. I rapitori mandano un messaggio via satellite e il loro capo, Eldridge Hailey, si fa vedere mentre compie un'esecuzione e spara a Nicholas, che però non appare nello schermo mentre subisce il colpo. Miss Parker, via telefono, convince Sydney a non arrendersi e a credere che il figlio sia ancora vivo. Lui, molto combattivamente, ruba la mappa con segnati gli avvistamenti dei guerriglieri, poi decide di andare da solo sugli Appalachi. Sydney chiede a Miss Parker di versare tutti i suoi soldi sul conto estero dei rapitori, ma lei afferma che dovrebbe essere il Centro a farlo. Quando propone a Broots di raggiungere Sydney per aiutarlo, il tecnico si chiede se Sydney sia aiutato da qualcuno, forse proprio da Jarod.
Vicino a una miniera, Jarod e gli altri agenti stanno per stanare Hailey, ma all'improvviso appare Sydney che gli urla di venire fuori e lasciare andare gli ostaggi perché i soldi sono stati versati sul suo conto. Hailey comincia a sparare e Jarod mette al riparo Sydney, mentre gli agenti fermano il criminale. Nella miniera ci sono dei cadaveri, ma solo degli uomini di Hailey, giustiziati da qualcuno. Sydney ringrazia Jarod di essere intervenuto subito una volta visto il suo messaggio, ma Jarod afferma di non averlo mai ricevuto. Broots scopre che la mail inviata al simulatore da Sydney è stata intercettata da Lyle, ecco quindi cosa gli aveva portato Willie il giorno prima mentre era nel suo ufficio.
Jarod intuisce che un altro gruppo deve aver ucciso i miliziani e lasciato vivo Hailey solo perché potesse parlare con lui. Quando lo interroga, l'uomo, in stato di choc per le ferite e impaurito dagli altri assalitori, rivela che il capo era un pazzo a cui mancava un pollice. Scoperto che Lyle ha organizzato tutto per avere una chance di catturarlo, Jarod depista gli altri agenti e li manda a fare ricerche in un'altra zona, poi insieme a Sydney parte nel vero posto in cui Hailey ha detto che si stavano muovendo Lyle e gli ostaggi. I due parlano anche di famiglia e di Nicholas, e Jarod rende la bussola a Sydney dopo avergli intimato di "ridare la sua famiglia" a Nicholas. Una volta raggiunto il capannone, Sydney stende Jarod con un colpo e si avvia da solo all'interno dello stabile. Lì ci trova Lyle, intento a parlare con Nicholas, convinto di dovere la vita a quell'uomo che li ha salvati dai rapitori. Intanto Miss Parker e Broots usano un elicottero del Centro per raggiungere Sydney e Lyle. Quando Jarod si sveglia, prima fa fuggire gli altri ostaggi di nascosto, poi entra nella stanza e minaccia Lyle con un fucile, chiedendo a Sydney e Nicholas di andarsene e lasciarlo solo con lui per vendicarsi. Jarod confessa a Lyle di volerlo uccidere per vendicare la morte del fratello Kyle: lo fa inginocchiare e sta per sparargli. Quando Miss Parker e Broots arrivano, trovano Lyle da solo, steso a terra e impaurito. Miss Parker lo invita ad andarsene via prima che arrivino i poliziotti e commenta fra sé e sé lo strano "senso di giustizia" di Jarod. Nicholas torna dal bimbo con cui stava leggendo prima del rapimento e gli presenta Sydney come suo padre.
Jarod chiama il suo mentore, che lo ringrazia per l'aiuto con Nicholas; il fuggitivo si mostra felice che Sydney abbia ritrovato la sua famiglia, ma è anche visibilmente malinconico perché continua a sentire il suo forte legame con Sydney come quello di un figlio per il proprio padre.

## Il delitto perfetto
- Titolo originale: Murder 101
- Diretto da: Scott Lautanen
- Scritto da: Andrew Dettman e Daniel Truly

### Trama
Come spesso accade, Jarod chiama Miss Parker e le chiede se ritiene di conoscere davvero suo padre, lei lo schernisce facendogli notare che sicuramente lo conosce meglio di quanto lui possa dire del proprio. Allora Jarod la invita a guardare la posta: le ha mandato una copia di una lettera del padre all'avvocato, in cui chiede di cambiare il testamento. Jarod lavora in un'università ad Hanover, in Connecticut e ha sostituito l'ex insegnante di psicologia criminale, il professor Alden Clark, scomparso circa un anno prima. Si presenta agli allievi inscenando un omicidio insieme ai ragazzi di teatro, poi afferma di voler insegnare loro a guardare meglio i dettagli della scena del crimine. Una studentessa in particolare si rivela più sveglia e intelligente degli altri, Claire Dunning. Jarod spiega agli alunni che cercheranno di risolvere il mistero del professore scomparso. Intanto al Centro, Miss Parker scopre che il padre vede un dottore e si sta facendo dare strane medicine.
Jarod fa visita alla moglie di Clark, Deborah, che ha da poco avuto il piccolo Chris. La donna non si dà pace per la sparizione del marito, ma è piena di debiti e sta lasciando casa sua. La polizia, invece, è convinta che l'uomo sia fuggito con un'amante e i soldi. Jarod continua le lezioni sul caso Clark e gli studenti gli suggeriscono che se volevano far sparire il professore l'ideale era durante i suoi viaggi verso la sua baita in montagna, dove andava ogni venerdì sera. Deborah afferma che il marito non doveva andarci la sera della sparizione, perché gli aveva appena detto di essere incinta e voleva tornare a casa a festeggiare. Jarod va a fare delle ricerche per conto suo e scopre la macchina di Alden con il suo cadavere a bordo e un sacco di soldi, nonché dei biglietti aerei e foto di una donna, forse l'amante. Il detective Rusk non crede all'omicidio ed è convinto che avesse bevuto e sia uscito di strada.
Intanto Miss Parker trova il coraggio di parlare al padre e scopre che non sta affatto morendo, ma anzi prende del viagra perché è innamorato e ha una nuova fidanzata. Ne rimane molto sconvolta e si confida con Sydney, che la invita a essere felice se il padre si vuole rifare una vita, nonostante ciò, agli occhi della figlia, rovini la memoria di Catherine.
Claire, Matthew e Grady sono i tre studenti più colpiti dal ritrovamento, ma si dimostrano amanti del gioco che Jarod continua a fare in classe, specialmente la ragazza. Jarod ricorda che da piccolo, al Centro, quando si annoiava gli era capitato di fare uno scherzo sabotando l'impianto di sicurezza. Così intuisce che Claire è una mente geniale che ama primeggiare. Durante l'ennesima discussione in classe, Jarod cerca di mettere Matthew sotto pressione, visto che sembra essere il più debole dei tre. Gli chiede informazioni su un composto chimico in grado di far perdere i sensi a un uomo, ma che verrebbe segnalato in un'autopsia come se il morto avesse bevuto un po' di birre. Jarod spiega ai suoi studenti che la polizia pensa che quello di Alden sia un omicidio, e che qualcuno abbia simulato il suo incidente. La ricerca sul "delitto perfetto", di cui Clark aveva parlato nel suo libro, continua. Professore e allievi cercano poi di capire il movente dell'eventuale assassino, e Jarod fa fare ai ragazzi un gioco di ruolo invitando proprio Matthre, Claire e Grady a fare la parte degli omicidi. Riesce così a mettere un po' di pressione al gruppetto e nota che dopo la lezione i tre discutono di nascosto. Dopodiché Claire fa conseganre una busta al Detective Rusk, ma Jarod la intercetta e scopre che contiene una lista di cose da fare per l'omicidio di Clark, scritta con la calligrafia di Matthew. Quando la sbatte in faccia allo studente, Matthew non può che confessare: Claire e Grady hanno ucciso il professore per provare il brivido del delitto perfetto. Allora i due inscenano il suicidio di Matthew con i due ex-amici, poi Jarod li droga facendo bere loro delle birre e li porta in un'aula dove lega Grady a una sedia e Claire a un cappio. Minacciando di ucciderli simulando un delitto perfetto, li invita a confessare.
Miss Parker fa visita al padre nel suo ufficio e lo scopre nella vasca da bagno con la sua nuova fiamma, Brigitte. Sconvolta dalla rivelazione, riceve un'altra chiamata da Jarod che la prende in giro. Lei gli chiede ironicamente se andrà al matrimonio, lui risponde che l'amore può cambiare le persone e poi scoppia a ridere dopo aver riattaccato. Infine, il simulatore fa visita a Deborah, che ha ripreso casa sua e finalmente è in pace per aver scoperto la verità su Alden.

## Mister Lee
- Titolo originale: Mr. Lee
- Diretto da: Steven Long Mitchell
- Scritto da: Mark M. Dodson

### Trama
Miss Parker e Lyle stanno facendo l'ennesimo buco nell'acqua durante le ricerche di Jarod, ma vengono a scoprire che qualcun altro lo sta cercando: un certo Mr. Lee. Si tratta di un cinese cieco che è stato assoldato da qualcuno per cercare il ragazzo prodigio e che vuole parlare con alcune persone per poterlo catturare; nel suo lavoro si fa aiutare dall'assistente cinese Anna. La prima persona interrogata da Lee è Rachel Newton, la donna rimasta cieca durante un attentato dinamitardo del quale Jarod aveva aiutato a trovare il colpevole. Mentre la donna parla, Anna cerca delle parole rilevanti dette da lei nei database dei giornali per capire a quali notizie di cronaca si interessi di solito Jarod.
La seconda persona con cui dialoga Lee è il Dr. Fein, l'uomo che Jarod aveva fatto incarcerare per l'omicidio del ragazzo sudamericano Enrique; Mr. Lee continua ad assimilare nozioni su Jarod e si fa un'idea del suo carattere e del perché aiuti gli altri. Il cieco capisce anche che Jarod ha un modo di concepire la giustizia molto particolare.
Più tardi Lee parla con Susan Granger, la ricercatrice di persone scomparse a cui Jarod aveva chiesto di trovare sua madre; Susan rivela che c'era riuscita, ma il Centro aveva rubato e distrutto le informazioni. Spiega anche che Jarod continua ad aiutarla a trovare bambini scomparsi e che è la persona più buona che abbia mai incontrato. 
Intanto al Centro, Broots fa indagini su Mr. Lee e scopre dove si trova; quando lui, Lyle e Miss Parker raggiungono il posto, però, Lee riesce a scappare con Anna. Tuttavia trovano un elenco scritto in braille delle persone con cui Mr. Lee sta parlando. A questo punto anche al Centro iniziano a chiamare le persone contattate dal cinese. La quarta è Bernie Baxley, l'uomo che impersonava Elvis a Las Vegas e che Jarod aveva aiutato a ritrovare la voglia di continuare nel suo lavoro dopo essere stato licenziato. Intanto Broots scopre che il signor Lee ha chiamato l'ufficio del signor Parker: la figlia presume che sia stato proprio il padre a ingaggiare il cinese per trovare Jarod.
Il quinto soggetto che Lee vuole interrogare è Lyle. Intuendo che sarebbe restio a parlare con lui, lo fa rapire da Anna, che lo trascina nel loro rifugio. Da lui, il cinese vuole sapere come mai nonostante il dolore che ha causato a Jarod uccidendo suo fratello il simulatore non l'abbia ancora ucciso.
Al Centro, invece, arriva il giovane J.R. Miller, a cui Jarod aveva donato il cuore di Kyle una volta morto. Miss Parker rimane molto colpita dalla storia del ragazzo e si commuove quando capisce che Jarod aveva compiuto quel grande gesto d'amore nei confronti di J.R.
 
La donna ha ancora gli occhi lucidi quando parla con Sydney, convinto che Mr. Lee stia tracciando un identikit molto dettagliato di chi sia veramente Jarod. Broots sopraggiunge e spiega ai colleghi che Mr. Lee in realtà stava parlando con Brigitte, non con il signor Parker. La figlia è furiosa perché è convinta che dopo anni che insegue Jarod sarà la smorfiosa a trovarlo prima di lei; intanto torna anche Lyle e tutti insieme si mettono a inseguire il cinese, seguendo la posizione del cellulare di Brigitte.

Jarod sta facendo il medico in una clinica per disturbi mentali e ha aiutato a scoprire un'enorme frode fiscale e ad aiutare molti pazienti. In particolare sta salutando un bimbo cinese, Abner.

Mr. Lee sopraggiunge alla clinica con Brigitte e Anna, ma arrivano anche Miss Parker e gli altri del Centro con un elicottero. Mentre tutti si dividono per cercare Jarod, lui scappa dal suo ufficio. Brigitte e Mr. Lee capiscono che qualcuno deve averlo informato del loro arrivo e il cieco ha una rivelazione: è stata Anna. Miss Parker guarda dalla finestra e vede Anna e Jarod andare via insieme in elicottero, lui le fa anche l'occhiolino. Si scopre che Anna era la zia del piccolo Abner e che aveva un grande debito con Jarod, che aveva aiutato suo nipote.
- Altri interpreti: James Hong (Mr. Lee)

## Una mano a poker
- Titolo originale: The Assassin
- Diretto da: Michael Lange
- Scritto da: Tommy Thompson

### Trama
Jarod sta facendo una partita a poker con dei ragazzi in una stazione degli autobus, e ovviamente vince. Poi viene attratto da una donna che sta scappando da un uomo armato. Jarod la segue nel bagno delle signore e la salva, stendendo l'uomo con un pugno. La donna poi gli dice di non intromettersi e scappa. Più tardi, Jarod trova una foto della donna, Rachel, in una tasca della giacca di Oscar, l'uomo che la seguiva. Va a casa sua e ci trova Rachel ad accoglierlo con una pistola puntata contro di lui. Guardando le foto, Jarod capisce subito che i due figli di Rachel sono spariti e, quando la donna riceve una telefonata, conferma che andrà a un appuntamento e che non stava scappando; poi colpisce Jarod e se ne va.
Dopo che Broots e Sydney comunicano a Parker di avere impegni per la serata, lei si rende conto che sarà da sola. Cerca le sigarette nella sua scrivania, ma sopraggiungono Lyle e Brigitte, che la esortano a farsi una vita privata e a cercare la felicità per non guastare quella altrui (visto il suo evidente disaccordo col matrimonio del padre e Brigitte). Poco dopo la donna va a comprare un pacchetto di sigarette perché vorrebbe ricominciare a fumare, ma è indecisa. Un uomo che passa di lì, Thomas Gates, sembra divertito dal suo modo di fare e scambia due parole con lei, confessandole di essere un ex-fumatore e che forse era destino che lui fosse lì per impedirle di riprendere a fumare. Parker ne rimane molto colpita.
All'appuntamento, Rachel si fa dare una valigia da Oscar e Jarod, rinvenuto, la segue al Chester Hotel di Washington. Rachel inizia a fidarsi di Jarod e gli confessa che faceva parte dell'M2, una squadra segreta della C.I.A. che l'aveva reclutata ancora all'università e usava lei ed altri per fare simulazioni. Anni dopo aveva scoperto che queste simulazioni venivano usate per fare attentati e sabotaggi. Jarod è colpito dalla storia, così simile alla sua. Rachel aveva poi lasciato l'M2, il cui capo era Alex Renfro, e non era stata più contattata fino a pochi giorni prima. I suoi figli sono stati rapiti per costringerla a fare dei lavori sporchi per loro. Miss Parker, intanto, si ritrova ancora alla pompa di benzina e incontra di nuovo Thomas, che le fa capire che sa chi è perché la gente chiacchiera. Le rivela di fare il restauratore e le dà il suo biglietto da visita; poco convinta, la donna lo porta a Broots e gli chiede di fare delle indagini.
Jarod fa delle ricerche e scopre che i membri dell'M2 sono tutti morti in incidenti sospetti e sempre pochi giorni dopo la morte di varie personalità politiche. Oscar raggiunge Rachel in albergo e le lascia i dettagli per la missione: dovrà uccidere un politico dopo un discorso. Jarod lo segue e scopre che in macchina con lui c'è un vivo e vegeto Alex Renfro, creduto morto da anni.
Parker torna di nuovo alla stazione di servizio e Thomas la invita ad andare a guardare con lui la luna piena al telescopio quella sera stessa. Parker sta quasi per dire di sì, quando sopraggiunge Brigitte in auto e la invita a seguirla al lavoro. Rendendosi conto di ciò che stava per fare, Parker ritratta e se ne va, sostenendo che non andrà all'appuntamento perché è stato un errore parlare con Thomas. Lui comunque le dice che l'aspetterà lì se cambia idea.
Rachel, intanto, guarda i filmati del Centro di Jarod e, deciso che non può fidarsi di lui, lo chiude in un armadio e se ne va col fucile per svolgere il suo incarico. Lui riesce a liberarsi e la raggiunge, convincendola a non sparare al senatore per non rovinare per sempre la sua vita. La donna acconsente, ma è quasi certa che i suoi figli così moriranno.
Brigitte rivela a Parker che la sta seguendo su ordine di suo padre, per la sua sicurezza. I due hanno deciso che non deve frequentare Thomas, perché non sanno niente di lui e potrebbe essere pericoloso. Miss Parker, a questo punto, è solo più agguerrita.
Renfro chiama Rachel e Jarod parla con lui, minacciando di rivelare all'FBI che lui è ancora vivo consegnando un filmato che lo ritrae nella sua auto se non lascerà andare i bambini. L'uomo accetta di fare uno scambio: i figli di Rachel in cambio del video. Quando si incontrano al Lunapark, Rachel finalmente riprende con sé i figli e Jarod dà a Renfro il nastro. Sapendo benissimo che l'uomo non avrebbe mai lasciato andare la donna e i bambini, Jarod confessa di aver bluffato e sul nastro ha inciso se stesso mentre gioca a poker e rivela a Renfro che ha chiamato la polizia. Proprio allora le macchine delle autorità attorniano il criminale e lo arrestano con Oscar.
Miss Parker riceve di nuovo una chiamata di Jarod: come sempre, lui è molto dolce e le dice di aver conosciuto una donna che gli ha ricordato lei: intelligente e compassionevole, ma tormentata dal passato e controllata da persone che non volevano lasciarle vivere il suo futuro. La esorta poi a fidarsi del suo cuore e a cercare la felicità. Parker, colpita dalle parole dell'amico-nemico di sempre, decide di non controllare la cartelletta preparata da Broots sul passato di Tommy. Anzi, lo raggiunge sulla collina e gli chiede di parlarle di sé, perché vuole sapere tutto di lui.
- Nota. In questo episodio Jarod scopre il poker.

## La stanza dei ricordi
- Titolo originale: Unsinkable
- Diretto da: Chuck Bowman
- Scritto da: Juan Carlos Coto

### Trama
Miss Parker, Sydney e Broots sono bloccati in aereo durante una tempesta e non possono atterrare; Jarod, invece, viene gettato in acqua da un molo legato con delle catene a un'àncora. Partendo con una narrazione in prima persona, Jarod torna all'inizio della storia, quando si è recato ad Atlantic City per incontrare qualcuno che gli lasciava messaggi su un giornale in richiesta d'aiuto. Quando raggiunge il posto dell'incontro, il Comedy Slot, Jarod scopre che si tratta di Argyle, l'uomo che tempo prima aveva cercato di venderlo al Centro. Ora lo cerca perché ha bisogno di 5000 dollari da rendere a un mafioso che glieli ha prestati, Sonny Faddas. Quando Jarod nota che il malavitoso gli ha anche fatto spezzare un dito dai suoi uomini, gli "africani", decide di aiutarlo.
Intanto Miss Parker inganna il tempo in aereo parlando con Sydney di Thomas, al quale ha chiesto di fare dei lavori a casa sua per sistemare un muro rovinato da una perdita all'impianto idraulico.
Jarod va con Argyle a trovare il padre, Benny, un ex soldato in pensione e che ha da poco perso la moglie per il cancro. Benny è un devoto del Papa, del quale aveva assistito a un discorso insieme alla defunta consorte, ed è convinto che Argyle sia un architetto. Dato che il suo sogno è andare a Roma per rivedere il papa, Argyle aveva chiesto il prestito a Faddas proprio per pagare il viaggio. Quando Argyle riporta i soldi al mafioso, Jarod aspetta in macchina e assiste impotente mentre Faddas gli fa rompere un altro dito dai suoi uomini; poco dopo Jarod recupera il compagno e i due scappano in auto. Argyle gli spiega che Faddas vuole che faccia un altro lavoretto per lui prima di lasciarlo andare. Jarod, resosi conto che non può abbandonare Argyle e Benny, che a detta di Argyle ha pochi giorni di vita a causa della sua malattia cerebrale, decide di aiutarlo ancora.
Nel mezzo della storia, Jarod ci racconta che lui e Argyle si sono recati a prendere una borsa piena di soldi per Faddas, ma un tale, il "Cubano", è apparso a reclamare quel denaro come suo e poi ha accusato Jarod di essere "Little Joe" da Chicago, che avrebbe ucciso i suoi corriere per rubargli i soldi. Dopo una colluttazione col "Cubano", Jarod e Argyle scappano con la borsa, ma Argyle viene ferito di striscio da una pallottola.
Intanto Miss Parker racconta a Sydney che Tommy non sa assolutamente nulla del Centro, e quando l'ha vista con un'arma, si è spaventato. Nel frattempo il restauratore ha anche scoperto una stanza nascosta dietro al muro che doveva riparare. Poco tempo dopo, Thomas l'ha forato per scoprire cosa c'era dietro e Miss Parker si è molto arrabbiata, perché aveva fatto erigere lei quel muro per nascondere la stanza di sua madre. Ha poi chiesto a Tommy di chiuderlo prima del suo rientro e gli ha anche detto di non voler aprirsi con un estraneo, ferendo i suoi sentimenti. Sydney però la invita ad aprirsi con lui, e così anche Broots, che dopo essere atterrati la esorta a non lasciarsi scappare Tommy.
Argyle e Jarod vanno da Benny e il padre fa una puntura al figlio per sedarlo in modo che possano curargli la ferita; Argyle nel frattempo si ritrova anche in tasca una chiave con incisa la parola "Orlani". Jarod chiacchiera con Benny, che è a conoscenza della vita pericolosa che conduce Argyle e delle menzogne del figlio. Jarod va a trovare Faddas fingendosi il "Papa" e gli propone un accordo per consegnargli Argyle. Parlando con lui scopre che l'Orlani è un altro ristorante, dove vi sono varie cassette di sicurezza. Quando ci va, scopre che Benny è arrivato per primo e sta cercando il contenuto della cassetta che si apre con la chiave trovata da Argyle nelle sue tasche. Gli "africani" stanno per prendersela con Benny, ma Jarod lo salva e insieme portano via la scatola recuperata nella cassetta di sicurezza.
Jarod fa in modo che Argyle e Benny si spieghino una volta per tutte. Argyle ammette che non è un architetto, mentre Benny confessa che ha solo finto la sua malattia con il figlio e non sta per morire. Il simulatore scopre anche che la scatola di sigari contiene documenti falsi che incastrano Argyle come "Little Joe" da Chicago. Faddas ha fatto uccidere i corrieri del Cubano e li ha gettati a fondo dal molo e vorrebbe usare Argyle come capro espiatorio.
Alla fine della storia, torniamo al punto iniziale in cui Jarod viene gettato nel molo da Faddas che si vendica ed è convinto di aver risolto i suoi problemi, ma Argyle e il suo cane aiutano Jarod a liberarsi dalle catene e tornare in superficie. Come sempre, il simulatore ha ripreso tutto con una videocamera e torna da Faddas proprio mentre sta concludendo l'affare col "Cubano".
Quando Miss Parker torna a casa, scopre che Tommy ha richiuso il muro, ma ha anche costruito una porta. Miss Parker decide di aprirsi e rivela a Tommy che quello studio era la stanza preferita di Catherine, e loro ci passavano molto tempo insieme. Dopo essersi sfogata, Tommy la invita ad entrare insieme a lui nella stanza per ritrovare quella parte perduta della sua memoria.
Jarod, invece, porta Benny ed Argyle a Roma e fa in modo che incontrino il Papa, simulando di essere un Monsignore cattolico.
- Nota. Questo episodio è girato in chiaro omaggio al film Quei bravi ragazzi, visti i classici fermoimmagine alla Scorsese proposti dal regista Chuck Bowman.[senza fonte]

## Biliardo
- Titolo originale: Pool
- Diretto da: Frederick King Keller
- Scritto da: Harry Dunn

### Trama
Jarod si trova in un bar di Memphis (Tennessee) e assiste a un litigio fra un uomo ed Eddie Fontenot, celebre giocatore di biliardo della zona. Poco dopo una ragazza, visibilmente fuori di sé, prende una pistola nascosta sotto il bancone del barista e segue Fontenot nel vicolo, convinta di volergli sparare, ma Jarod la ferma. Il barista, un uomo di colore di nome Earl Dupree, gli spiega che la ragazza, Billie voleva vendicare suo fratello Marvin, che l'ha cresciuta e le ha fatto da padre ed è stato ammazzato pochi giorni prima dopo aver sfidato a biliardo proprio Fontenot, contro il quale aveva vinto molti soldi con cui voleva far studiare Billie.
Intanto al Centro il signor Parker invita la figlia a organizzare una cena "di famiglia" a casa sua per aiutarla a socializzare con Brigitte, e le chiede di invitare anche Lyle e Tommy. Le rivela anche che Brigitte non può avere figli e l'ha confermato un esame che ha fatto con un ginecologo. Per esserne certa, la donna chiede a Sam di rubare i referti di questi esami e in seguito a Broots di analizzarli.
Jarod scopre che Billie ama cantare e doveva recitare in un musical a scuola; la ragazza gli racconta di essere stata adottata da Marvin dopo la morte dei suoi genitori, e ora non canta più perché i suoi sogni sono morti con Marvin. Jarod decide di aiutarla e si fa insegnare il gioco del biliardo per poter sfidare Fontenot e scoprire la verità sulla morte di Dupree. Dopo alcune ore di lezione, Jarod inizia a farsi vedere giocare a biliardo da Fontenot, che apprezza il suo stile e fa alcuni commenti sarcastici sugli uomini di colore. Più tardi, Jarod riguarda dei video di lui al Centro e ripensa a quando Sydney gli ha insegnato cos'è il razzismo: già allora, solo bambino, aveva deciso che lui non avrebbe mai potuto accettare che le persone odino gli altri per il colore della pelle. Un'intuizione lo porta anche a fare delle ricerche e a scoprire che Marvin era il padre biologico di Billie, della quale aveva cambiato il cognome da Dupree a "Vaughn". Il simulatore va subito a chiedere spiegazioni ad Earl, che conferma la sua scoperta e spiega che la madre di Billie, Janice, era scappata con Marvin lasciando il suo fidanzato bianco ed era stata ripudiata dalla famiglia. Così, alla sua morte, per proteggere la figlia, aveva chiesto al compagno di non rivelare di essere il padre biologico della ragazza, in modo da proteggerla dall'odio altrui.
Miss Parker è molto nervosa per la cena, ma Tommy riesce a tranquillizzarla; quando arrivano il padre, Brigitte, e Lyle, si rende conto che sarà difficile nascondere a Tommy quanto si detestino nella sua famiglia. Poco dopo il signor Parker e Brigitte annunciano il matrimonio che avverrà il weekend seguente. Broots chiama e rivela a Miss Parker che il dottore che avrebbe visitato Brigitte non esiste nell'albo dei ginecologi e quindi non è possibile che l'abbiano dichiarata sterile. Dopo al cena, Thomas cerca di far capire a Parker che dovrebbe allontanarsi un po' dalla sua famiglia, se con loro non sta bene, e che forse dovrebbe iniziare a pensare a farsene una sua.
Dopo alcune sconfitte, Fontenot invita Jarod a giocare a casa sua, ma prima si assicura che i suoi scagnozzi lo rendano momentaneamente inabile al gioco e lo fa picchiare. Così Jarod perde le partite a causa del dolore a un braccio. Fontenot rivela anche la sua totale natura di razzista quando afferma che Marvin "non sapeva stare al suo posto" e accetta di giocare di nuovo il giorno dopo contro Jarod. Durante la notte, il genio fa una capatina a casa Fontenot e scopre dei fori di pallottola e la moquette cambiata da poco, nonché una sua foto che lo ritrae con Janice. Quando la porta da Earl, gli chiede perché non gli avesse detto che Janice era fidanzata proprio con Fontenot, i due discutono e Billie li ascolta, scoprendo così che Marvin era il suo padre biologico e rimanendone sconvolta.
Al matrimonio, Miss Parker soffre in silenzio e non dice al padre di aver scoperto che Brigitte non è sterile; dopo la cerimonia, però, ha un incontro faccia a faccia con la sposa e la mette in guardia se dovesse mai avere figli con suo padre; lei risponde che se dovesse succedere sarebbe un vero miracolo.
Jarod e Fontenot stanno giocando di nuovo a biliardo al bar, e il simulatore propone di fare un'ultima partita che metterà in palio l'onore. Mentre gioca con colpi da maestro, Jarod rivela a tutti i presenti la verità su Fontenot e lo mette alle strette per obbligarlo ad ammettere l'omicidio di Marvin; tuttavia è Billie a intervenire di nuovo e, armata, inizia a sparare colpi verso Fontenot per farlo confessare. L'uomo, impaurito, ammette l'omicidio. Jarod, però, convince Billie a non sparargli. Una volta arrestato il criminale, Billie è finalmente libera di tornare a cantare e ricordare la memoria di suo padre Marvin Dupree.
- Guest star: Jennifer Garner (Billie)
- Nota. In questo episodio Jarod scopre il biliardo.

## Tra la vita e la morte
- Titolo originale: At the Hour of Our Death
- Diretto da: Steven Long Mitchell
- Scritto da: Mark M. Dodson

### Trama
Jarod è in volo su Yellowstone con un piccolo aereo che sta pilotando lui stesso e chiama Sydney per dirgli che ha mandato un pacco per Miss Parker e che deve vedere un uomo che conosceva bene Catherine. Mentre i due parlano, Jarod si rende conto che l'aereo ha dei problemi e la comunicazione si interrompe bruscamente, lasciando Sydney preoccupato per il suo pupillo. L'aereo di Jarod cade in un torrente e lui rimane ferito al punto da non potersi muovere. Intanto Miss Parker arriva al Centro con una pessima cera: suo padre e Brigitte sono ancora in viaggio, mentre Tommy è fuori città, e lei non sembra stare benissimo. Nel pacchetto di Jarod trova un rosario e, quando lo prende in mano, sviene. Angelo prende la catenina e afferma che "Miss Parker ha bisogno di Faith, ma Faith è morta".
Miss Parker viene portata in ospedale con l'ulcera perforata, mentre Jarod si ritrova completamente fradicio a dover resistere al freddo di Yellowstone. Entrambi iniziano a ricordare un episodio del loro passato comune al Centro: solo pochi giorni dopo la morte di Catherine, la giovane Miss Parker era andata a trovare Jarod e gli aveva rivelato la presenza di un cadavere al Centro. I due avevano così deciso di cercarlo insieme.
Nel frattempo Jarod riesce a recuperare il kit di emergenza e ci trova una radio con cui parla al campo base: ha una spalla lussata e alcune escoriazioni, ma non sa dove si trovi di preciso. Dopo pochi istanti anche questa comunicazione salta e gli uomini con cui stava parlando decidono di iniziare comunque le ricerche, anche se è una situazione disperata.
Jarod ricorda che lui e Miss Parker avevano seguito Raines per scoprire dove fosse il cadavere; aiutati da Angelo erano riusciti a nascondersi dal dottore e avevano poi scoperto una stanza in cui si trovava una strana bara.
Intanto sulla montagna arriva un lupo bianco che è visibilmente attratto da Jarod, ma lui lo invita ad andarsene lanciandogli contro un sasso; poi usa una coperta termica per cercare di tenersi caldo mentre scende la notte. All'ospedale, invece, Miss Parker viene operata e Broots rimane al suo fianco. Non avendo sentito più Jarod, Sydney intuisce che probabilmente ha avuto un incidente aereo, così cerca di mettersi in contatto con i suoi soccorritori. Con una scatola di fiammiferi Jarod riesce ad accendersi un tenue fuocherello. Dopo un po', però, il vento fa cadere della neve sulle fiamme, che si spengono inesorabilmente. Miss Parker, intanto, ha una peritonite e non si sa se passerà la notte, ma nel suo delirio continua a fare il nome di "Faith". Sydney si informa anche su questo nome, che gli fa venire in mente un progetto del Centro.
Jarod e Miss Parker ricordano che nella camera che sembrava una bara avevano trovato una bambina che si era presentata loro come Faith. La piccola aveva spiegato che si trovava al Centro per guarire da una brutta malattia e Miss Parker aveva subito deciso di diventare sua amica. I tre fuggiaschi erano poi dovuti tornare a nascondersi da Raines e Jarod, dopo aver letto la cartella clinica, aveva rivelato a Miss Parker che Faith non sarebbe guarita perché aveva un male incurabile.
Tornando al presente, Jarod ha una crisi in cui sembra volersi arrendere al gelo e ai lupi; Miss Parker, invece, ha un arresto cardiaco e i dottori si trovano a doverla rianimare. Entrambi in questo frangente vedono lo spirito di Faith che li esorta a continuare a vivere e resistere alla morte, poi continuano a ricordare che da piccoli erano andati a fare di nuovo visita a Faith per trovarla ormai morente: Miss Parker le aveva regalato il rosario di Catherine per darle sostegno, e la bambina li aveva lasciati subito dopo aver promesso di vegliare per sempre su di loro. I dottori riescono a rianimare Miss Parker, mentre Jarod si risolleva e tiene alla larga il lupo ancora un po'.
Sydney spiega a Broots che in un dossier ha scoperto che Faith era una bambina del Centro, ma non ci sono altre informazioni perché qualcuno le ha fatte sparire. Intanto, Jarod e Miss Parker hanno un altro flashback e ricordano che, sconvolti per la morte di Faith, si erano fatti forza a vicenda, con Jarod che l'aveva abbracciata e consolata.
Quando il signor Parker arriva in ospedale, la figlia si sveglia e, finalmente fuori pericolo, gli chiede subito chi fosse Faith: lui le rivela che era sua sorella, perché lui e sua madre l'avevano adottata dopo che Padre Moore, il sacerdote di Catherine, aveva portato la donna in un orfanotrofio e le aveva fatto conoscere la piccola Faith, malata di leucemia. L'avevano portata al Centro e curata con un farmaco sperimentale, ma era morta poco dopo.
Jarod viene salvato quando un elicottero scopre la sua posizione, soprattutto grazie alle ricerche di Broots e Sydney che avevano comunicato la sua probabile posizione ai soccorritori. Quando Sydney scopre che Jarod è salvo ne è visibilmente sollevato, così come Broots.
Quando si sveglia, Jarod trova Padre Moore vicino a sé e i due parlano di Faith e Catherine. Poco tempo dopo, Jarod chiama Miss Parker e le racconta che il rosario l'aveva trovato Padre Moore stretto nelle mani della bambina, così Jarod ha pensato di inviarglielo e Miss Parker lo ringrazia sinceramente. Poi i due parlano di Faith e di come li abbia esortati a vivere, vegliando su di loro proprio come aveva promesso. Jarod le dice di essere convinto che "l'amore trascende la morte" e che le persone che ci amano influiscono sulla nostra vita anche dopo la morte. Il signor Parker e la figlia, una volta guarita, fanno visita insieme alla tomba della piccola Faith Parker, dove la "sorella" porta il rosario di Catherine.

## Il vero padre
- Titolo originale: Countdown
- Diretto da: Chuck Bowman
- Scritto da: Daniel Truly

### Trama
Jarod fa l'autista di un autobus scolastico a San Diego, dove sta aiutando il parroco di una cappella con delle donazioni; Jarod ha fatto amicizia col piccolo Ryan, un bambino che adora suo padre anche se lo vede poco, visto che lavora sempre fino a tardi. Quando Ryan e sua madre Cindy fanno un incidente d'auto, il piccolo si ritrova in fin di vita, con un rene asportato e l'estrema necessità di riceverne uno nuovo con un trapianto. Il padre, Ted Wells, si offre subito di dargli il suo, ma le analisi del sangue del bambino hanno rivelato la presenza di un'anomalia genetica ereditaria e quindi si devono fare tutti gli esami del DNA per verificare la compatibilità.
Intanto, al Centro, Lyle dona dei fiori a Miss Parker per farsi perdonare per essere sparito proprio nel periodo che lei ha passato in ospedale; Raines invece la riprende e le fa notare che è troppo distratta, forse per le sue faccende personali (la sua storia con Thomas), e il lavoro ne risente. Broots nel frattempo ha scoperto Jarod in un filmato girato da una tv locale alla chiesa di San Diego dove sta lavorando il simulatore.
Jarod intanto si sostituisce al tecnico di laboratorio e scopre che il sangue di Ted non ha l'anomalia richiesta e non è compatibile con quello del figlio; parlando con Cindy, la donna gli rivela che il vero padre del bambino è un delinquente di nome Luther Ecksley, col quale aveva avuto una relazione breve all'inizio della sua storia con Ted. Jarod inizia a indagare e tramite Ray, un vecchio socio di Luther, scopre che l'uomo è finito in carcere in Messico. Quando lo va a visitare, Jarod gli rivela l'esistenza di Ryan e lo invita a prepararsi a donare un rene a suo figlio. L'uomo sembra convinto di volerlo fare e gli spiega che forse sarà l'occasione di redimersi. Jarod allora cerca di convincere la direttrice della prigione, Anita Esparza, a rilasciare temporaneamente Luther affinché possa donare il rene al figlio. La donna non vuole e ha le mani legate, ma fa capire a Jarod che potrebbe farlo fuggire e compiere così un gesto estremo; poi fa in modo che Luther sia messo a lavorare allo scarico merci.
Intanto Miss Parker e Broots raggiungono la chiesa del reverendo Jack Collins e gli chiedono di Jarod; nella spazzatura lasciata da lui, scoprono una foto di Luther e Broots fa delle ricerche che lo portano a scoprire che è un detenuto di un carcere messicano.
Jarod convince Cindy a dire la verità a Ted, sicuro che capirà e la perdonerà. Poi si finge l'autista di un camion che porta dei materassi nuovi in prigione; quando Luther sale sul retro per scaricare, lo nasconde in un vano segreto e riesce a farlo fuggire, proprio mentre sopraggiungono anche Miss Parker e Broots, che fortunatamente non lo vedono. Quando Jarod libera Luther e lo porta fino a una macchina e falsi documenti, l'uomo lo stende e scappa, dimostrando il suo completo disinteresse per le sorti di suo figlio. Alla prigione, intanto, scoprono della sua fuga e tengono occupati per un po' anche Miss Parker e Broots, che si trovano bloccati con la direttrice. La donna nega di conoscere Jarod e afferma di non sapere nulla del bambino che ha bisogno di un rene. Jarod intanto torna all'ospedale a San Diego e scopre che Ted ha preso male la notizia di non essere il padre di Ryan. Anche Miss Parker e Broots scoprono quale bambino ha bisogno di un trapianto, tramite le notizie della cronaca recente. Così partono di nuovo per San Diego.
Jarod torna al bar dove ha scovato Ray e origlia una sua telefonata con Luther, che lo invita a un appuntamento per parlare e scoprire chi lo avesse tradito e consegnato alla polizia anni prima; Ray è impaurito, ma Jarod lo blocca e lo convince a seguire i suoi consigli per salvarsi la vita. Ray finge di ucciderlo in un vicolo, sotto gli occhi di Luther. Poi lui e Jarod vanno in macchina nel luogo dove Ray ha nascosto i soldi di Luther, seguiti proprio da lui. Arrivati al magazzino, Jarod distrae Luther e fa in modo che Ray lo stenda; poi convince Ray a lasciargli i soldi minacciandolo con una pistola. Poco dopo Luther si sveglia in un motel, legato e pronto a subire l'asporto di un rene. Jarod porta l'organo all'ospedale, dove l'operazione di Ryan va benissimo. Poi convince anche Ted a fare pace con Cindy e a continuare a fare da padre al figlio, che lo adora.
Quando arrivano all'ospedale Miss Parker e Broots, Ted finge di non conoscere Jarod e copre la sua fuga. Al risveglio di Luther nel motel assistono anche la direttrice Esparza e un medico, che si affrettano a riportare il detenuto in prigione in Messico. Jarod, ancora una volta, legge entusiasta l'articolo di giornale che parla del suo ennesimo successo.
- Nota. In questo episodio Jarod scopre i cookies.

## Buonanotte, Chicago
- Titolo originale: P.T.B.
- Diretto da: Krishna Rao
- Scritto da: Juan Carlos Coto

### Trama
Jarod è in viaggio e chiama una radio di Chicago, la WLNJ, lo speaker della quale conduce un programma nel quale cerca di risolvere i misteri "sporchi" e i complotti. Jarod interviene spesso definendosi "Mr. Mistero" e a volte rivela informazioni che aiutano a dipanare enigmi posti da Neil, il DJ. Dopo di lui, la stessa sera, chiama un uomo minaccioso, che ha mandato un pacco a Neil e gli chiede di aprirlo in diretta. La busta contiene un topo morto e l'ennesima foto di una ragazza, Patty, che riporta la frase "il tempo è scaduto". A quel punto l'uomo interviene nel seminterrato da cui Neil trasmette segretamente e inizia a sparare ovunque, lanciando anche una granata. Jarod, che ascolta tutto in diretta, corre alla WLNJ e si intromette nella diretta, prendendo il posto di Neil, con l'iniziale sorpresa da parte della sua assistente, Angela Somerset. Dopo averla convinta che il miglior modo di aiutare Neil è far richiamare l'aggressore, Jarod inizia a fare lo speaker e a parlare anche del suo mistero personale, il Centro.
Nel frattempo Tommy rivela a Miss Parker di aver comprato una casa da restaurare nell'Oregon e vuole che lei parta e si trasferisca laggiù insieme a lui. Arrivata al Centro, la donna scopre che anche Jarod è a conoscenza dei piani di Tommy, e ha lasciato ai suoi aguzzini il cartello di vendita della casa del restauratore. Mentre Lyle prende la cosa per scherzo, Sydney capisce subito il conflitto interiore che c'è in Miss Parker e la invita a seguire il suo cuore e non lasciare andare l'uomo che ama, come aveva fatto lui anni prima, perdendo così la sua famiglia.
Nel frattempo, Angela e Jarod visitano il luogo da cui Neil trasmetteva e scoprono che è stato ferito. Il simulatore scopre anche che Patty è una ragazza che soffre di una sindrome degenerativa dalla nascita e Neil non l'ha mai vista, ma si è sempre tenuto informato sulla sua vita. Quando l'aggressore chiama nuovamente alla radio parla con Jarod, che lo soprannomina "Pavlov" e lo invita a considerarlo con "l'uomo del bene e del male", perché vuole vendicarsi con Neil, che gli ha portato via tutto. L'uomo chiama in un posto dal quale si sente il rumore della metropolitana. Poco dopo, anche Angela riceve una chiamata da Neil, che parla con Jarod e gli chiede di non immischiarsi e lasciare stare Patty. Sentendo il rumore della metro, Jarod capisce che i due sono nello stesso luogo e invita Neil a scappare con la macchina proprio mentre "Pavlov" inizia a sparare. Jarod indaga ancora e scopre che Neil paga tutte le spese mediche di Patty e fa diverse donazioni alla ricerca.

Intanto Miss Parker parla col padre della sua volontà di andarsene e lui, per convincerla a non farlo, le racconta di come mai ha iniziato a chiamarla Angelo: è stato perché da piccola gli aveva salvato la vita quando aveva rischiato di cadere da una scala, semplicemente facendogli notare che era rotta. Allora Catherine aveva affermato che la bimba era il suo "angelo custode". Se dovesse andarsene dal Centro, allora potrebbe anche morire. Così Miss Parker, dopo molte riflessioni, va da Tommy e gli comunica che non può partire con lui.

Jarod e Angela fanno visita a Patty, che oltre ai soldi riceve molte cassette da Neil che l'hanno ispirata ad andare avanti e combattere la malattia con coraggio. Adora la sua voce, anche se non sa chi sia. Alla radio, Jarod continua a tentare di far parlare "Pavlov", che al contrario riesce a farlo arrabbiare quando gli fa venire dei dubbi riguardo alla disperata ricerca della sua famiglia che conduce ormai da anni.
Neil segue Jarod e lo minaccia con una pistola, poi capisce che si può fidare e confessa la sua storia: era un medico militare che usava cavie umane per testare vaccini; una di queste era la madre di Patty, che aveva fatto dei test mentre era incinta. Sapendo che le conseguenze potevano essere disastrose per il feto, Neil non aveva detto niente e se n'era andato senza aiutarla. Così da allora è vissuto col senso di colpa per Patty.
Non soddisfatto delle spiegazioni di Miss Parker, uno sconsolato Tommy si presenta al Centro e si rende conto che il posto è troppo sorvegliato; non vuole accettare la sua decisione e le fa capire che la sua non è vita, ma è una condanna e quando ha deciso di non partire non era lei a parlare, ma la sua famiglia. Intanto Raines spia la loro conversazione. È a questo punto che Miss Parker riceve una chiamata che l'aiuta a cambiare rotta: come sempre è Jarod a smuovere la sua coscienza, quando le dice che è a conoscenza dei progetti di Tommy e lei deve andarsene con lui, lasciando il Centro. Parker è ironica e sa che a Jarod piacerebbe, ma il fuggiasco è molto serio e la invita a seguire la volontà di sua madre, che voleva portarla via da quel posto per farle avere una vita normale, così come ora sta facendo Thomas. Le fa notare che non si tratta di una coincidenza. Sbrigate le formalità personali, Jarod indaga ancora su "Pavlov" e scopre chi è: il colonnello Willard Spence, capo del progetto di Neil, divenuto capro espiatorio quando gli affari interni avevano revisionato il progetto e l'avevano considerato il solo colpevole, mandandolo in prigione per 7 anni. Anche Neil rivela una cosa a Jarod: da anni segue le gesta di un "uomo misterioso" che vaga per gli Stati Uniti e aiuta le persone bisognose, per poi sparire nel nulla. Ha capito che si tratta proprio di Jarod, ecco perché si sta facendo aiutare ed ecco perché non l'ha smascherato nel suo programma: perché è una persona buona, non un complotto "sporco".
Arriva il momento di risolvere il problema di Neil. Lo speaker e Jarod vanno in diretta insieme, ma mentre il primo è negli studi della WLNJ, dove arrivano di corsa Lyle e Sydney, senza trovare nessuno, il secondo è in onda dalla casa di Patty, dove Spence si dirige per chiudere la faccenda uccidendo la ragazza. Jarod lo blocca e lo lega a una sedia, obbligandolo a confessare se vuole ricevere la sua dose di insulina, fondamentale visto il suo diabete.
Jarod porta Patty da Neil, e i due finalmente si vedono. Miss Parker, invece, torna da Tommy e conferma che non era lei a voler rimanere, ma da troppo tempo non è più se stessa. Afferma anche di essere pronta a cambiare e di volergli rivelare alcuni particolari oscuri di sé stessa. Tommy la rassicura dicendo che risolveranno insieme i problemi e che farà di lei "il suo nuovo progetto".
A fine episodio, Neil torna a trasmettere e saluta e ringrazia Jarod incoraggiandolo a non fermarsi mai. Il simulatore lo ascolta di nuovo dalla sua auto, ancora una volta solo.

## Legami che uniscono
- Titolo originale: Ties That Bind
- Diretto da: Frederick King Keller
- Scritto da: Dave Alan Johnson

### Trama
Miss Parker fa uno strano sogno in cui riporta Jarod al Centro in cambio della possibilità di andarsene, come stabilito. Quando il padre le rivela che non potrà lasciare il Centro, Jarod scoppia a ridere e la donna si risveglia, rendendosi conto che non la lasceranno mai andare via. Trovando difficile parlare col padre per comunicargli la sua scelta di partire, Miss Parker si prende una giornata libera per stare un po' con Tommy.

Jarod, invece, è in Florida e ha appena aiutato la signora Rita Hartunian a risollevarsi dopo aver avuto a che fare con uno strozzino; proprio mentre la sta salutando, un ragazzino entra nel negozio e tenta di rapinarla. Jarod fortunatamente lo blocca per poi scoprire che il ragazzo è Dylan Hale, scappato di casa dopo aver litigato col padre che, a detta sua, tradisce la madre. Mosso a compassione, come gli capita con tutti i ragazzi che hanno problemi in famiglia, Jarod lo riporta al molo dove i due assistono all'esplosione della barca del padre, Peter Hale, dopo averlo visto muoversi a bordo.
Il poliziotto incaricato dell'indagine trova un messaggio in una bacheca, un biglietto d'addio che fa pensare al suicidio. Dylan è sconvolto e scappa, proprio mentre due uomini sospetti arrivano al molo per parlare col detective della morte di Hale. Jarod cerca Dylan e lo trova alla stazione, preoccupato di finire in un orfanotrofio ora che il padre è morto e la madre è lontana; così lo porta a stare da Rita, che lo accoglie in casa nonostante il tentato furto. Ben presto i due si affezionano a Dylan, che racconta di aver litigato col padre per la sua relazione con l'amante, Ashley, che aveva portato alla rottura dei genitori e alla partenza di sua madre per Londra. I due tizi del molo erano invece due colleghi dello studio legale dove lavorava Hale, il direttore Edgar Hoyt e il capo della sicurezza, Craig Winston. Dylan afferma che Winston aveva minacciato il padre alcune sere prima.
Jarod si intrufola nello studio legale come agente del fisco e trova il modo di fare delle indagini, anche se è sempre sotto sorveglianza. Dopo alcune ricerche, scopre che Ashley non era una donna, ma un agente dell'FBI morto poco prima di Peter in un incidente d'auto. Così Jarod fa una visita anche al Dipartimento di Giustizia e si informa sulle indagini di Ashley, che stava collaborando con Peter che gli faceva da informatore per un caso di cui mancavano delle prove.
Jarod parla di Hale a Winston e Hoyt, poi si nasconde nell'ufficio di Winston per spiare dal suo sistema di sicurezza e ascolta ciò che i due si dicono: Winston afferma di avere le mani "sporche di sangue" per il caso De Paz, e che Jarod è pericoloso e non può fare domande su Peter. Jarod scarica tutti i file relativi a "De Paz" dal computer di Winston, poi esce dall'ufficio appena prima che arrivi il proprietario. Mentre se ne va, è seguito a sua volta da un uomo misterioso.

Miss Parker va finalmente a parlare col padre e si ritrova contro tutti i suoi "famigliari": il signor Parker, Brigitte, Lyle e Raines. Tutti le vietano di andarsene, ma la donna è convinta di quello che vuole e lascia anche la sua pistola sulla scrivania del padre e afferma il suo diritto di avere una vita privata.
Jarod fa alcune altre ricerche e scopre che Winston aveva ucciso una testimone per proteggere un suo cliente; quando torna allo studio legale, si accorge dell'uomo che lo segue e lo blocca, rendendosi conto che si tratta di Peter Hale, ancora vivo. L'uomo spiega che aveva dato le prove degli omicidi di Winston all'agente Ashley, ma erano sparite nell'incidente. Così aveva pensato di farsi credere morto per proteggere la sua famiglia.
Il signor Parker, nel frattempo, va a trovare Tommy al lavoro e gli offre un assegno in bianco per andarsene per sempre; lui, ovviamente, non accetta e lo straccia.

Quando Jarod e Peter tornano da Rita, la donna spiega che Dylan è andato a cercare Winston per ammazzarlo; i due lo fermano appena in tempo e Dylan scopre finalmente che il padre è ancora vivo. È così il momento di preparare la trappola per Winston, a cui Jarod manda un messaggio per un rendez-vous con Peter. Winston si muove in auto e, al momento opportuno, Jarod fa bucare una ruota del mezzo e fa in modo che il cellulare di Winston non funzioni. L'uomo si trova costretto a entrare nel negozietto di Rita, dove i tre inscenano una rapina per costringerlo a confessare ciò che ha fatto.
Il signor Parker e Lyle vanno a trovare Miss Parker, e il padre le dà la sua benedizione per partire. La donna è felice, ma confusa e si rende conto che nonostante le belle parole, i due le hanno riportato la sua pistola. Senza comprenderne il motivo, Parker la rimette al sicuro in un cassetto.
Salvati Peter e Dylan, Jarod fa in modo che anche la madre del ragazzo torni da Londra. I tre sono finalmente riuniti e Rita scopre di aver vinto la lotteria.
- Nota. In questo episodio Jarod scopre i biglietti della lotteria.

## Un amore perduto
- Titolo originale: Wake Up
- Diretto da: Michael Klick
- Scritto da: Tommy Thompson

### Trama
Miss Parker sogna un pomeriggio della sua infanzia passato con sua madre a parlare dell'amore e degli uomini, ma il tutto diventa un incubo quando si ritrova ad ammirare la tomba di Catherine al cimitero. Al risveglio, Parker cerca Thomas nella doccia e gli comunica di voler davvero partire con lui, ma Tommy non è lì. Preoccupata, Miss Parker lo cerca e ne scopre il cadavere sulla veranda. Poco distante, un robivecchi che ha visto tutto, chiama la polizia nonostante lei gli urli di non farlo, poi scappa via. Miss Parker è devastata dalla morte di Tommy, ma il Detective Ronald Miller, a capo dell'indagine, è sospettoso nei suoi riguardi e la interroga sulla sua relazione con la vittima. Poi le chiede se abbia una pistola, lei ammette di possedere una Smith & Wesson nove millimetri e Miller le spiega che l'esame preliminare ha stabilito che è proprio il calibro che ha ucciso Thomas, freddato con un unico colpo alla testa. Il Detective si mostra anche poco convinto quando scopre che Miss Parker lavora al Centro, dato che non ha mai ben capito di cosa si occupino in quel posto.
Sydney, Lyle e Broots vanno a prendere la donna e il fratello si lamenta per il coinvolgimento della polizia; quando Sydney le chiede se abbia bisogno di qualcosa, lei si limita a rispondere che rivuole indietro Tommy. Nel frattempo, Jarod sta lavorando dei pezzi di vetro in un suo rifugio e viene a sapere della notizia dal telegiornale. Miss Parker ha continui flashback sugli ultimi giorni passati con Tommy, uno dei quali riguarda la sua camicia rossa a quadri, che le piaceva mettersi per sentire il suo odore. Jarod chiama Miss Parker per dirle che gli dispiace della morte di Thomas, lei intuisce che si trova vicino se ha appreso la notizia dal telegiornale locale, così il fuggiasco la punzecchia replicando che è "sempre a caccia". Miss Parker ringrazia Jarod per la chiamata, lui la esorta a scoprire chi abbia ucciso Tommy, iniziando a indagare sulle persone che le stanno intorno per trovare i "pezzi mancanti" dell'enigma.
Il signor Parker e Brigitte fanno visita a Miss Parker e le due donne si mettono a litigare perché Brigitte asserisce che le emozioni la stanno indebolendo. Proprio mentre stanno per venire alle mani, fa la sua apparizione il Detective Miller, che è venuto a comunicare che hanno trovato un uomo con la sua pistola e coperto del sangue di Thomas. Alla centrale, Miss Parker apprende che si tratta di un drogato che vive di furtarelli, Wade Dawson, che aveva anche delle foto che ritraevano lei e Thomas in momenti di intimità. Interrogato, Dawson ammette di essere sotto effetto di droga, ma non l'omicidio, anzi fa delle battute sarcastiche che fanno saltare i nervi a Parker, che entra nella sala interrogatori e lo aggredisce, gridandogli di dire la verità e confessare di aver ucciso Tommy.
Al funerale, Miss Parker parla della bontà d'animo di Thomas e spiega che anche lui non aveva famiglia, perché i suoi genitori erano morti anni prima. Dopo avergli detto addio, la donna va a consolarsi in un bar, dove inizia a ubriacarsi. È proprio allora che appare Jarod, che porta Miss Parker a ridere pensando che spende l'80% della sua vita a cercarlo e non appena ha smesso di farlo, è stato lui ad apparire. Come sempre, Jarod le spiega che è lì per aiutarla perché anche se lo negano, sono entrambi pezzi dello stesso puzzle, che secondo Miss Parker è venuto fuori piuttosto grottesco. Jarod la esorta nuovamente a scoprire cosa è successo a Tommy, ma Miss Parker gli fa notare che hanno già preso l'assassino, che ormai deve solo confessare. Jarod le rivela che non dirà mai più nulla perché è morto un'ora prima nella sua cella per overdose.
Miss Parker, Sydney e Broots visitano la baracca di Dawson e ci trovano delle fiale di morfina pura, una droga troppo raffinata per un comune ladruncolo: ciò li porta a intuire che aveva un fornitore. Ora anche Parker ammette con Sydney di stare cercando quei "pezzi mancanti". La donna passa ancora le giornate a rivivere momenti con Thomas, come quando le aveva parlato della morte dei suoi genitori e di come non avesse loro fotografie, cosa che lo faceva stare male perché vedeva come invece lei fosse legata alle immagini di Catherine. Broots le comunica di non aver trovato impronte sulle fiale di morfina, e Parker lo ringrazia sinceramente per l'aiuto. Poi riceve un'altra chiamata da Jarod, che si trova all'obitorio e le chiede cosa abbia trovato da Dawson, lei spiega che c'erano fiale di narcotici e droghe e Jarod sembra sapere già che si trattava di morfina. Parker gli chiede cosa stia cercando di dirle e lui spiega che Dawson è stato ucciso, perché l'autopsia ha rivelato nel suo sangue tracce di morfina unita a stricnina in dosi letali, probabilmente per ucciderlo prima che potesse parlare. Ancora una volta Jarod riattacca, lasciando Parker irritata dal suo atteggiamento. Sydney le fa notare che anche con lui Jarod ha l'abitudine di sparire nel mezzo della conversazione. Quando gli comunica che sta per andare a un incontro col Detective Miller, Syd le chiede se possa fidarsi del poliziotto e lei, che ha fatto indagini su di lui, gli dice che è padre di quattro bambini e sposato con la ragazza del liceo. Lungo la strada in macchina, Parker incrocia delle ambulanze e scopre che c'è stato un incidente che ha coinvolto proprio Miller, rimasto ucciso dopo essersi schiantato contro un albero. Il giorno dopo, Miss Parker va al deposito di auto per trovare risposte fra i rottami del veicolo e ci trova Jarod, a cui rivela di sentirsi responsabile per Miller, che aveva una famiglia. Lui la solleva dal senso di colpa spiegandole che qualcuno ha tagliato il tubo dell'olio dei freni. Entrambi sanno che chi ha ucciso lui e Dawson non voleva che le indagini portassero al Centro. Ancora una volta, Jarod le ricorda che è questo che fa il Centro: uccide chi cerca la verità e porta via le persone che amano, come hanno fatto con i suoi genitori e suo fratello Kyle, con Catherine e ora con Thomas. Il tutto per controllarli e per usarli per i loro lavori sporchi. Poi la invita a chiedersi come ha fatto un prigioniero a ottenere della morfina pura in carcere e la spinge a fermare il Centro con l'unica arma possibile: la verità. 
Più tardi, Parker e Broots visionano i video di sorveglianza della prigione e scoprono che a dare la droga a Dawson era stato il misterioso robivecchi che aveva chiamato la polizia il giorno dell'assassinio; dopo alcune indagini che li portano a scoprire che si chiama Lester, lei e Sydney vanno a fargli visita all'officina dove lavora e Miss Parker lo minaccia per farlo parlare. L'uomo le chiede 500.000 dollari per riconoscere la voce dell'uomo che l'ha pagato per farsi trovare davanti a casa sua e poi dare la droga a Dawson. Miss Parker chiede l'aiuto del padre, e lo implora di darle i soldi per scoprire chi ha ucciso Thomas. L'uomo, stranamente, acconsente. Quando lei, Sydney e Broots tornano all'officina, ci trovano una macchina bloccata con il motore acceso e il cadavere di Lester nel bagagliaio. Pochi istanti dopo sono raggiunti dal signor Parker, Lyle e Brigitte che, sprezzanti, portano via i soldi e si manifestano fintamente rattristati per la fine della catena di collegamenti che portava all'assassino di Thomas. Il padre la invita dunque a farsene una ragione.
Miss Parker visita la tomba di Tommy e Jarod la chiama, dicendole che passa troppo tempo nei cimiteri. Le chiede cosa farà, e lei spiega che prima soffrirà in silenzio, poi quando tutti penseranno che lei abbia dimenticato, troverà chi ha ucciso Thomas e gliela farà pagare. Jarod le chiede di guardare sotto all'albero vicino a lei, dove le ha lasciato un regalo. Infine le ricorda di "non smettere mai di cercare quei pezzi mancanti, altrimenti non troverà mai quello che cerca". Per una volta è lei a riattaccare, poi apre il regalo e scopre che è un suo ritratto fatto con parti di vetri a mosaico, nel quale vi è un unico "pezzo mancante": il cuore. Ricordando ancora una volta i dialoghi con sua madre sull'amore, Miss Parker soffre davanti alla tomba di Thomas.
- Nota. Nella colonna sonora di questo episodio compare la canzone Angel di Sarah McLachlan.

## Partita finale
- Titolo originale: End Game
- Diretto da: James Whitmore Jr.
- Scritto da: Juan Carlos Coto

### Trama
Il giovane Bryce Banks è un campione di scacchi che passa molto tempo a conversare su internet con un certo Joshua, il quale gli dà un appuntamento per un incontro faccia a faccia. Quando Bryce si presenta scopre che Joshua non è un bambino, ma un adulto che lo rapisce e fa esplodere una bomba per cancellare il loro passaggio.
Jarod sta per andarsene dalla Georgia dopo aver fatto confessare un detective corrotto che aveva ucciso un suo collega, ma alla radio della polizia gli chiedono di rimanere per occuparsi del rapimento di Bryce; mostrando la sua natura sensibile nei confronti di bambini rapiti, Jarod accetta, spiegando al suo ex-collega che "va matto per i rapitori".
Intanto al Centro il signor Parker chiede alla figlia di scoprire cos'ha la moglie, che da giorni ha sbalzi di umore e si comporta in modo strano. Lei accetta, anche se manifesta il suo poco entusiasmo, visti i suoi sentimenti per Brigitte. Più tardi Miss Parker spia Brigitte e la scopre mentre si inietta qualcosa: ciò la convince che si stia drogando.
Jarod e il collega interrogano i genitori di Bryce e scoprono della sua passione per gli scacchi e del suo rapporto difficile con un padre troppo oppressivo; guardando nel suo computer scoprono le chat con Joshua e si recano sul luogo dell'incontro, dove trovano le tracce dell'esplosione. Jarod capisce subito che Joshua stava cercando una mente superiore, viste le doti di Bryce. Il suo rapitore, nel frattempo, lo rinchiude in una stanza e proietta una serie di immagini sul muro, obbligandolo a guardarle. Molte di esse portano la frase "Il mio nome è Joshua".
Ad aiutarli nel caso, arriva la dottoressa Samantha Waters dall'FBI, il cui compito è elaborare profili psicologici per criminali violenti. È Sam a spiegare ai due poliziotti che il profilo del rapitore corrisponde a quello di un altro pazzo che aveva rapito diversi bambini negli anni Ottanta e usava le esplosioni per nascondere le sue tracce. Di tutti i bambini era stato trovato il cadavere in un bosco, tranne che di due di cui non si era saputo più niente.
Jarod e Sam indagano insieme e capiscono che tutte le vittime avevano rapporti difficili col padre; la dottoressa si ritrova ad analizzare anche Jarod, che a volte si comporta come un bambino nel corpo di un adulto. Di queste sue supposizioni parla al telefono col collega, l'agente Bailey Malone, il quale la invita a stare attenta.
Al Centro, intanto, Miss Parker manda Broots a rubare le siringhe dal cestino del bagno di suo padre, per avere le prove che si sta drogando; proprio mentre si trova lì arrivano Brigitte e Lyle, che si "intrattengono" a vicenda e lasciano Broots senza dubbi sul fatto che abbiano una relazione.
Jarod intuisce che il rapitore si trovava al torneo di scacchi di Bryce, e la madre conferma l'ipotesi quando spiega che c'era un giornalista un po' strano che era molto interessato a lui. Seguendo la pista scoprono il luogo in cui vive questo fantomatico giornalista e ci trovano dei muri pieni di foto di Bryce. Poi il folle Joshua spara contro di loro con un fucile; Jarod lo blocca e questi inizia a urlare cose senza senso riguardo a un padre e al fatto che ora anche Bryce è diventato "Joshua". L'uomo è in realtà uno dei bambini spariti anni prima e mai ritrovati, Theodore Reed. Quando lo interroga, Jarod si rende conto che ha la mente deviata perché continua a definirsi "Joshua" e afferma che farebbe qualunque cosa per "padre", però ha paura del bosco dove "padre" porta i bambini. Mentre Sam ha le sue classiche visioni che le fanno intuire che cosa passa per la mente dei criminali e delle vittime, Jarod è molto partecipe del dolore dei bambini e si rintana nel suo rifugio a vedere DSA di quando era giovane. Anche Raines lo faceva giocare a scacchi e poco dopo il suo arrivo aveva cercato di sostituirsi al padre, dicendogli che lo considerava come un figlio.
Sam fa visita a Jarod e gli fa capire che ha intuito che le nasconde un passato tormentato e vorrebbe che lui si aprisse con lei.
Intanto Bryce è stato "rieducato" a essere Joshua, e il suo rapitore, un altro ragazzo che si rivolge a un "padre" e si definisce "Joshua", è felice perché ormai Bryce è pronto per incontrare "padre". In realtà, Bryce ha fatto finta di farsi condizionare e tenta di fuggire, ma "Joshua" lo ferma e gli rivela che "padre" sarà deluso e vorrà portarlo nel bosco.
Jarod decide di interrogare di nuovo Theodore e questa volta fa leva sulle sue paure per capire che cosa succedesse nel bosco: Joshua alla fine cede e spiega che ci portavano i bambini. Jarod capisce che toccava a lui e all'altro "fratello" ucciderli per conto di "padre" quando non erano adatti. Così Jarod chiede a Theodore di aiutarlo a trovare Bryce prima che sia troppo tardi anche per lui.
Miss Parker sta per confessare al padre ciò che ha scoperto, ma Broots le comunica in privato che dopo le analisi è venuto fuori che il farmaco che prendeva Brigitte è assunto per aumentare la fertilità. Quando rientra nell'ufficio in cui l'aspettano il signor Parker, Brigitte e Lyle, i due sposini le comunicano che Brigitte è incinta e aveva gli sbalzi di umore per i farmaci che assumeva. La donna è decisamente sconvolta dalla rivelazione, quasi sull'orlo del pianto.
Jarod e il collega vanno a casa del secondo "Joshua" e scoprono la stanza del ricondizionamento, dove ora appare la scritta "rigettato": i due corrono nel bosco vicino, dove "Joshua" sta portando Bryce per l'incontro con "padre", che lo accoglie con un coltello, pronto a ucciderlo. Jarod interviene e ha una colluttazione con "padre": dopo averlo fermato continua a picchiarlo con violenza per diversi secondi, ancora troppo sconvolto e sfogando su di lui anche quelli che sono i suoi tormenti interiori. Poi si avvicina a Bryce per consolarlo.
Giorni dopo, Jarod fa visita a Bryce durante il suo torneo di scacchi, vinto facilmente. La madre spiega che cercherà di mediare il rapporto fra il figlio e il marito. Samantha spiega a Jarod che "padre" era in realtà il neuropsichiatra infantile Samson Dane, che anni prima aveva perso il figlio Joshua ed era così impazzito. Poi saluta il simulatore e i due si ringraziano a vicenda per l'aiuto.
- Note:

La puntata continua nel 20º episodio della terza stagione di Profiler - Intuizioni mortali, intitolato "Il campione di scacchi".

## Base segreta
- Titolo originale: Qallupilluit
- Diretto da: Rodney Charters
- Scritto da: Mark M. Dodson

### Trama
Mr. Parker chiede alla figlia di pranzare insieme e la cosa la sorprende, poi i due sono interrotti dall'arrivo degli altri colleghi che li interrompono e costringono Miss Parker a uscire. Raines spiega che il Maggiore Charles ha compromesso il 'Progetto Alfa' sull'isola di Ellesmere. Angelo riprende la scena dai condotti dell'aria e manda il video a Jarod, che decide di visitare la base in cerca di suo padre. Il simulatore si fa portare lì in elicottero durante una tempesta di neve e si finge un climatologo. Conosce subito Smitty, l'addetto alle comunicazioni; poco dopo Manny, un ricercatore che vuole scappare dalla base, attacca Smitty perché lo faccia uscire, ma l'elicottero è già ripartito e non tornerà finché non si placherà la bufera. Manny ha paura del "Qallupilluit", una leggenda locale riguardo a qualcosa che sarebbe nascosto alla base. Altri membri della base sono il capo, il "capitano" Russ Osborne, un uomo rude che non si fida troppo di Jarod perché non sapeva del suo arrivo e vuole fare dei controlli. Ci sono anche "Doc" Moore, Joe Taylor e una ragazza, Beth, che sta facendo un dottorato in psichiatria (ed è lì grazie a una borsa di studio finanziata dal Centro).
Intanto Miss Parker crede che Raines stia architettando qualcosa, Broots le spiega che ha ricevuto un contatto di priorità 1 e lei vuole sapere di cosa si tratta. In effetti Raines riceve una chiamata dalla base che lo avvisa della presenza di Jarod, che nel frattempo sta cercando informazioni sul Progetto Alfa sul computer di Beth, che lo blocca prima che lui possa scoprire davvero qualcosa. Jarod chiede a Smitty se suo padre sia stato lì, mostrandogli una foto, l'uomo afferma di volergli dire ogni cosa se lo porterà via.
Raines e Mr. Parker decidono di coprire le tracce del Centro perché Jarod è sull'isola e non hanno modo di atterrare per il maltempo. Così Raines mette in azione la sua talpa nella base per mettere a tacere i testimoni. Il primo a morire è il povero Smitty, che viene steso con una botta alla testa nel suo alloggio. Il suo assassino appicca anche un incendio per distruggere la radio. Quando il gruppo accorre per le fiamme, Smitty viene ritrovato morto, secondo Moore a causa delle inalazioni del fumo.
Broots intanto scopre il comunicato di Raines sul Maggiore Charles e Miss Parker vede la vendetta vicina, ma Sydney cerca di farle capire che potrebbe essere più utile da vivo che da morto.
Manny spiega a Jarod che "Qallupilluit" è una leggenda Inuit che parla di un mostro che vive nel ghiaccio; il tecnico dice di averlo sentito fare rumori di notte. Quando anche "Doc" sparisce, trascinato via in una pozza di sangue e buttato nell'inceneritore, i ricercatori iniziano a darsi addosso e ad accusarsi, ma Jarod pensa che ci sia qualcun altro nascosto nella base. Joe Taylor ammette che giorni prima aveva visto un intruso e il "capitano" tira fuori una pistola e manda Joe a controllare il generatore che inizia a perdere colpi.
Broots scopre il video mandato da Angelo a Jarod e scova la base sull'isola canadese. Parker decide di andare lì con Sydney e Broots, anche se il padre è contrario alla sua partenza. I tre si ritrovano bloccati per 24 ore in aereo a causa del maltempo, e lei ammette che non si sente del tutto pronta ad affrontare il Maggiore e non sa cosa aspettarsi, anzi ha dei cattivi presagi al riguardo.
Beth spiega a Jarod che l'intruso, che si scopre essere il Maggiore Charles, parlava col Capitano e da lui aveva ricevuto un pacco, ma non sa se lui si trovi ancora alla base.
Il generatore salta del tutto e Jarod e gli altri trovano Joe morto fulminato; Manny dà la colpa al Capitano, che gli spara a una spalla quando lo accusa di essere l'assassino. Jarod fa indagini sui cadaveri e scopre che "Doc" Moore aveva mentito sull'autopsia di Smitty, morto per il colpo alla testa e non per le inalazioni. Inoltre intuisce che Doc ha finto di morire perché il sangue per terra era di un gruppo sanguigno diverso rispetto al suo. Jarod è convinto che anche il Capitano sappia qualcosa, così gli confessa di essere il figlio del Maggiore Charles per conquistare la sua fiducia. Il Capitano gli racconta che ha aiutato il maggiore e Margareth a cercarlo per anni. Sa tutto del Centro ed è andato a lavorare alla base per scoprire il Progetto Alfa e portarlo allo scoperto, di modo che il Maggiore potesse finalmente ritrovare Jarod. Gli mostra poi i resti della stazione degli anni '20, dove il Centro faceva ricerche genetiche sul DNA. Jarod scopre che avevano scoperto come mappare il genoma umano molti anni prima delle ricerche ufficiali. Prima che il Capitano sveli cosa volevano fare con quelle ricerche, "Doc" Moore ricompare e gli spara, poi rivela di aver piazzato della dinamite per fare esplodere la stazione. Il Capitano spara a "Doc" e lo uccide, salvando la vita agli altri tre, poi chiede a Jarod di raggiungere la figlia, perché lì ha inviato il Maggiore Charles per nascondersi. L'ultima cosa che riesce a rivelare è che non stavano lavorando su un genoma umano qualunque, ma proprio su quello di Jarod. La stazione salta in aria e i tre superstiti scappano grazie agli Inuit conoscenti del Capitano, che li portano via in slitta.

## Operazione Gemini (1ª parte)
- Titolo originale: Donoterase (Part 1)
- Diretto da: Frederick King Keller
- Scritto da: Steven Long Mitchell e Craig W. Van Sickle

### Trama
Parker e Broots arrivano con Sydney alla base da poco esplosa; gli spazzini trovano i cadaveri rimasti, ma dei dati delle ricerche fatte in passato non è rimasta traccia, se non un simbolo stampato su un residuo dell'esplosione e che attrae l'attenzione di Sydney perché raffigura la costellazione dei gemelli.
Jarod intanto parla con l'Inuit che ha conosciuto anche il Maggiore, che a quanto pare parlava sempre della costellazione dei gemelli e gli ha lasciato l'indirizzo a cui trovarlo.
Al Centro, Matumbo (africano del Triumvirato) ha chiamato Raines chiedendo di completare in fretta il "Progetto Gemini". Miss Parker origlia la conversazione fra Raines e il padre e capisce di dover scoprire cosa sia questo progetto. Sydney, invece, riguarda continuamente i video di Jarod bambino. Poco dopo riceve una chiamata dal simulatore che lo ragguaglia sulle scoperte fatte alla base canadese e gli racconta delle ricerche sul suo genoma. Gli spiega anche di stare cercando il padre e che per farlo "seguirà le stelle".
Sydney mente a Miss parker sul fatto di aver mai sentito parlare della parola "Gemini", quando in realtà continua a pensare al discorso dei "gemelli" fatto con Jarod e al simbolo trovato alla base.
Jarod invece va a Willoughby a cercare il padre nel motel dell'indirizzo, ma non lo trova. La stanza è sottosopra e ci trova un uomo di nome Cooper che ha avuto a che fare con Brigitte e gli altri ed è riuscito a non rivelare che il Maggiore era già scappato. Guardando l'elenco del telefono, Jarod trova una pagina strappata dal Maggiore: indicava la "Osborne Flight School".
Intanto Broots e Miss Parker continuano le loro indagini parallele: Broots ha trovato una nota di Catherine che spiegava di non volere che fosse portato avanti il progetto Gemini, che secondo lei era un crimine contro l'umanità.
Jarod va alla scuola di volo e scopre che il Maggiore Charles dvorebbe essere su un aereo che sta volando in quel preciso momento; il velivolo però ha un guasto al motore e precipita, causando un'esplosione. In realtà non c'è il Maggiore Charles al comando, anche se l'aereo era stato sabotato da Brigitte, presente sul luogo e soddisfatta per aver finalmente ucciso Charles.
Il maggiore in realtà è andato via la mattina stessa, ma nella sua stanza c'è Carrie, la figlia del Capitano. Jarod le dà la foto e l'anello del Maggiore lasciatigli da suo padre, così lei capisce che è morto.
Al Centro, Broots scopre che il Signor Parker sa dove si trovava il Maggiore e aveva già mandato Brigitte a stanarlo. Miss Parker comunica il suo fallimento al padre e gli chiede di vergognarsi per non essersi invece rivolto a lei per quell'operazione.
Jarod parla con Carrie e le promette che suo padre non sarà morto invano, poi frugano nella macchina che il Maggiore le aveva lasciato e ci trovano delle schede con riportato un numero di telefono. Chiamandolo, Jarod scopre che si riferisce a una ditta di prodotti surgelati di Baltimora.
Parker chiede a Sydney di partire con lei per andare a trovare Jarod, ma lui non vuole seguirla e le comunica di avere un nuovo impegno. In realtà Sydney ha intuito cosa sia "Gemini" e chiede al signor Parker di avere il progetto per sé. I due hanno una discussione e Parker gli chiede se vorrebbe comunque l'incarico nel caso in cui Jarod fosse ancora al Centro. Syd risponde che "se Jarod fosse ancora al Centro, non ci sarebbe bisogno di Gemini".
Carrie cerca di sviare Miss Parker, intanto Jarod va a Baltimora nel Maryland per cercare di nuovo suo padre. La ditta di surgelati è una copertura per un'altra base di ricerca con il simbolo dei gemelli dappertutto. Le telecamere inquadrano Jarod che deve scappare dalla sicurezza e nel farlo si scontra con il Maggiore Charles. Al centro ovviamente lo scoprono e temono che i due insieme scoprano di "Donoterase", così tengono all'oscuro il Triumvirato di quanto accaduto.
Jarod e il padre vanno in un rifugio del Maggiore e finalmente parlano. Purtroppo il padre non sa dove siano Margaret ed Emily perché mentre cercava Jarod si sono separati. Quando Catherine aveva cercato di aiutare il Maggiore, moglie e figlia erano sparite prima che potesse ricongiungersi con loro. Il Maggiore si rivela essere fiero di Jarod, che aiuta gli altri nonostante la sua infanzia, e quando il ragazzo trova il coraggio di chiedergli se è vero che ha ucciso Catherine, lui gli fa capire di non essere l'assassino.
Broots intercetta la chiamata di Raines a "Donoterase" per progettare lo spostamento di Gemini entro poche ore. Anche Miss Parker scopre che Jarod e il padre si sono ritrovati a Baltimora, dove hanno rubato del materiale. Su quei dischetti è rivelato che quella non era una fabbrica di cibi surgelati, ma vi si conservano embrioni di animali e anche umani.
Jarod capisce che il Centro probabilmente ha tenuto surgelati gli ovuli che Margaret aveva portato alla Nugenesis, la clinica per la fertilità sotto il controllo del Centro. Così lui e il Maggiore vanno a "Donoterase", così come Miss Parker e Broots, che scoprono dove si trova e si muovono per raggiungerla. In apparenza sembra una grande stalla dispersa nel nulla, ma Jarod e il maggiore arrivano per primi e scoprono una botola nascosta che porta a una base sotto terra. Lì Raines sta preparando il trasferimento di "Gemini": Miss Parker si presenta dal dottore a sorpresa e scopre finalmente cosa sia "Gemini" e sembra sconvolta dalla rivelazione. Jarod e il Maggiore nel frattempo scoprono vari animali clonati e poi si trovano ancora a dover scappare dalla sicurezza. Durante la fuga Jarod si trova davanti a se stesso. Gemini non è altro che un suo clone dell'età di circa 12 anni. Parker vede i due uomini e, dopo un attimo di esitazione, li insegue con gli spazzini, che sparano, e feriscono Jarod. Una volta in salvo il simulatore è furioso perché lo hanno clonato, ma decide subito di salvare il bambino, che vede come una parte di se stesso.
Jarod ricorda anche che la clonazione l'aveva di fatto impostata lui anni prima per una simulazione. Probabilmente hanno usato gli ovuli di Margaret con il DNA di Jarod per creare il clone. Così il simulatore chiede l'aiuto di Sydney al Centro, che però si fa sentire evasivo e fa finta di non sapere niente di tutta la faccenda.
Parker è subito contraria al clone, come sua madre: crede che Raines abbia giocato a fare dio. Sydney, invece, sembra esaltato dalla presenza di "Gemini", che è uguale a Jarod. Si occuperà lui del clone, del quale valuterà le capacità messe a confronto con quelle del "vero" Jarod. Miss Parker è visibilmente sconvolta dall'atteggiamento di Sydney, che sembra voler fare con il bambino esattamente le stesse cose che faceva con Jarod.
Il maggiore porta il figlio a uno chalet in cui era andato con la moglie e Jarod quando era piccolo. È a questo punto che gli chiede cosa gli abbiano fatto al Centro, ma lui non vuole rispondere.
Intanto Sydney mette alla prova il clone con le stesse identiche simulazioni che faceva fare a Jarod e il bambino si rivela ancora più rapido di Jarod stesso. Parker è ancora contraria e molto arrabbiata con Sydney. Ormai capisce che sono rimasti solo lei e Broots contrari alla cosa. Così i due vanno di nuovo a Donoterase per scoprire la verità sulla clonazione e lì trovano un magazzino con "campioni anomali" e "reperti", dentro al quale ci sono esperimenti di clonazione andati male, con malformazioni di ogni genere.
- Guest star: George Lazenby (maggiore Charles)

## Operazione Gemini (2ª parte)
- Titolo originale: Donoterase (Part 2)
- Diretto da: Frederick King Keller
- Scritto da: Steven Long Mitchell e Craig W. Van Sickle

### Trama
Il Maggiore Charles guarda i DSA con le simulazioni del Centro per vedere cosa hanno fatto fare al figlio. Jarod si sveglia dopo un incubo e gli dice che non è colpa sua e che conta solo il fatto che ora sono insieme, ma devono salvare il bambino. Jarod allora chiama Sydney per scoprire dove stanno portando il clone, ma lui non gli risponde e sembra invece essere pronto a collaborare con Brigitte e Lyle. Intanto Broots ha scoperto che per gli esperimenti di Raines venivano usate donne come incubatrici e i bambini o morivano durante la gravidanza o sparivano una volta nati. Ha anche scoperto che il clone sarà trasferito in Africa e così Miss Parker decide di fare visita al bambino. Quando lo vede, "Gemini" sta piangendo, ma le chiede di non dirlo a Raines perché secondo lui le emozioni intralciano nel suo lavoro, ossia aiutare gli altri grazie alla sua mente superiore e alle sue doti. Parker condivide con "Gemini" un momento molto bello quando gli confessa che da piccola conosceva un bambino come lui (identico a lui) e anche se gli voleva bene non gliel'ha mai detto. Ora sa che non può più ignorare il dolore che sta provando lui. Poi lo consola e gli promette che nessuno gli farà più del male e lo porterà via. Raines però li interrompe e Parker rimane sconvolta dalla decisione di Sydney di partire col bambino e diventare di nuovo il suo "mentore".
Jarod chiama Sydney e gli chiede di aiutarlo, Syd non accetta e gli dice che per lui non c'è più "rifugio" al Centro e di non provare più a immettersi nel sistema. In realtà gli sta dando un messaggio in codice per con una parola d'ordine per scoprire quando sposteranno il ragazzo. Così durante il trasferimento di "Gemini", Jarod e il Maggiore intercettano le macchine del Centro e recuperano il bambino grazie ad alcune bombe fumogene. Quando arriva Miss Parker, però, lei riesce a bloccare il furgone del Maggiore mentre Jarod sta scappando col clone.
Al Centro, Matumbo se la prende con tutti per il fallimento e la perdita del clone, ma incarica Brigitte di interrogare il Maggiore, ora prigioniero, e vieta a Miss Parker di vederlo. Lei se la prende col padre che non la difende di fronte a Matumbo e lo accusa ancora di temere ciò che potrebbe scoprire parlando con il Maggiore. Grazie a Broots, Miss Parker scopre che Sydney ha aiutato Jarod e per una volta è contenta di sapere che ha fatto solo finta di collaborare con Brigitte e invece stava facendo liberare il ragazzo. Poi si confida con lui e dice che stare col clone è stato surreale perché era come avere di nuovo 11 anni. Sydney sa che il clone è Jarod, ma non ha la sua anima. Parker risponde che non ha avuto nemmeno lui come mentore. Poi il dottore la esorta ad affrontare il Maggiore, se questo le darà pace.
Jarod intanto parla col bambino e scopre che ha paura di lui e tornati al Centro capiamo perché: Parker e Sydney scoprono che Raines aveva detto a "Gemini" che Jarod aveva ucciso i suoi genitori. Il clone in realtà aveva intuito che Jarod era simile a lui, ne sentiva la solitudine. Raines lo stava di fatto addestrando a trovare Jarod. Parker si rende conto che è un bambino in gamba e Broots commenta dicendo che è "di fatto" Jarod.
Jarod parla col "Gemini" e gli spiega la verità: racconta di come l'hanno rapito da piccolo e portato al Centro e di come fosse scappato una volta scoperto l'uso delle sue simulazioni. Poi spiega anche che hanno tenuto un po' del suo DNA e gli rivela che lui è il suo clone. Per dargliene una prova gli fa anche vedere i suoi DSA con le simulazioni eseguite con Sydney. Il bambino è sconvolto, e Jarod cerca di consolarlo.
Parker si infiltra nella cella del Maggiore armata con la pistola che avrebbe usato per uccidere sua madre e decisa a chiarire le cose una volta per tutte. Il Maggiore racconta che Raines gli aveva rubato la sua arma il giorno in cui Catherine era morta, il tutto dopo avergli sparato e pensato che fosse morto. In realtà Catherine aveva contattato il Maggiore per salvare Jarod e anche la stessa Miss Parker, con la quale voleva andare in Europa. Il Maggiore la convince e le fa capire la verità: probabilmente è stato Raines a uccidere Catherine perché si opponeva a "Gemini". Il Maggiore spiega anche che il signor Parker le voleva bene ed era sempre minacciato dal Triumvirato per gli atteggiamenti di Catherine. In fondo, i suoi genitori volevano solo amarsi e vivere insieme con la figlia.
Jarod dà a "Gemini" del gelato per colazione e lui lo gradisce molto; il bambino suggerisce di scambiare qualcosa di altrettanto importante per la vita del Maggiore, prigioniero del Centro. Mentre Parker sta parlando con Sydney della sua ritrovata serenità e della decisione di vendicarsi di Raines, interviene Broots e li esorta ad andare all'ingresso per non perdersi un evento. Jarod è al Centro. Propone uno scambio padre-padre dato che ha rapito il signor Parker. Allo scambio si presenterà solo ed esclusivamente Sydney con il Maggiore, nessun altro. Poi Jarod se ne va da solo, sotto gli occhi increduli di tutti i presenti. Raines si arrabbia per come si sono mossi e Matumbo decide di dare il potere a lui fino al ritorno del Signor Parker. Raines allora decide di mandare due squadre sul posto. Jarod chiama il Centro e fornisce il luogo dell'appuntamento a cui andrà Sydney. Raines incarica in segreto Willie di fare parte della squadra di esecuzione, ma non per Jarod: per uccidere il Signor Parker. Brigitte origlia la conversazione e propone un'alleanza a Miss Parker per salvare il padre insieme.
In macchina, il Maggiore ringrazia Sydney per aver cresciuto Jarod e gli dice che è diventato il suo specchio. I due si dirigono alla pista di Iversonville nel North Carolina. Jarod parla col signor Parker, che si congratula per come è stato brillante a catturarlo e poi andare al Centro in modo così sfacciato. Quando Jarod gli chiede perché abbia creato il Centro, Parker spiega che fa tutto per sopravvivenza. Quando arrivano all'appuntamento, Sydney saluta Jarod e gli dice che è contento che abbia trovato la sua famiglia. All'improvviso arrivano Miss Parker e Brigitte e Jarod si arrabbia, ma la donna spiega di non avere avuto scelta perché vogliono uccidere il padre. Un elicottero con Raines e Willie a bordo arriva sul posto e lo spazzino spara verso il signor Parker ma colpisce la figlia, che si mette in mezzo per salvarlo. Jarod, sconvolto, aiuta l'uomo a mettere al riparo Miss Parker, poi decide di rimanere con lei per prestarle soccorso e invita il Maggiore e il bambino a scappare in aereo. Il Maggiore tenta di andarsene, ma viene bloccato dall'elicottero; allora Jarod, al massimo della rabbia, prende l'arma di Parker e spara contro Raines, facendo in modo che l'elicottero si rialzi e il padre riesca a fuggire. Jarod vorrebbe portare Parker all'ospedale, ma Brigitte glielo impedisce. Allora il simulatore cerca di scappare in moto e Brigitte lo insegue, così come l'elicottero. Willie inizia a sparare alla moto dall'alto e riesce a far cadere Jarod, che viene così catturato di nuovo. Intanto non si sa se Miss Parker sia viva o morta.